# Campione 弒神者！
《弒神者！》由作家丈月城著作，插畫的日本輕小說作品，由Super Dash文庫於2008年5月出版發行，中文正體版由青文出版社發行。2011年11月17日宣布電視動畫化，於2012年7月開始播放。

## 故事簡介
草薙護堂，他是一位弒神之人。弒神之人能夠篡奪神的權能，而擁有那種力量的人類王者，被稱為「Campione─弒神者─」，同時他們也被稱為霸王或是魔王。擁有這些秘密的高中生草薙護堂，期盼的只是平淡無奇的日常生活而已，但是自稱護堂愛人的女魔術師──艾莉卡，卻讓他捲入與不順從之神的邂逅？！

## 登場人物

### 主要角色
草薙護堂（聲：松岡禎丞）
本作主角。5月1日出生，十六歲的私立城楠學院高中部一年五班的學生，身高179cm，體重64kg。
第七位弒神者，打倒代表勝利的不順從之神也就是古波斯的戰神烏魯斯拉格納並篡奪其十大化身權能之人。
非常不適合單獨作戰。為了和不順從之神或是同族的弒神者戰鬥經常讓身邊的女孩子們獻出自己的知識（和嘴唇）。
對於艾莉卡的色誘攻勢很困擾，但又無可奈何，只能默默接受。
對於身邊女孩們的心意並不是不了解，但是在表達感情上並不坦率。
心裡期待過著平穩的生活，自稱為「和平主義者」，但因為權能及命運的關係，在戰鬥時無法避免大規模的破壞。在與神或是弒神者同類戰鬥時經常性的破壞世界各地著名的遺跡或是觀光景點。
個性上是個很容易與他人成為朋友的男孩，因為年幼時期與祖父出國而自然而然學會與不認識的人交朋友的技術，也因為其言行在年輕時是花花公子的祖父從小刻意的栽培下，很受到一部分的女性的愛慕與關注（青梅竹馬的明日香說國中時期喜歡他的女性就有十幾位），及因為祖父及母親刻意的栽培下學了一些特殊技能，以及在賭博方面也是屢戰屢勝，這也是讓他成為弒神者的最大誘因。
在學校的成績算中上，非常擅長文科但是理科就不行了。
在學校也總是表現出後宮景象，獨佔高中部最美麗的三個美女，是全校知名的後宮王（實際上亦為世界知名的後宮大魔王），現在更成為一年五班的男性公敵。
在第九集中正式面對惠那的情感，對她訴說著「等到某天能夠背負起妳們的人生時」而承認了自己身為魔王的地位與職責。並且下定決心要守護深愛著自己的少女們。
在動畫第5集中得知在國中時候是棒球社捕手但曾因肩膀受傷而放棄，目前已經變成舊患，但之後因為成為弒神者已痊癒，以及在成為弒神者之後，現在能夠看得懂包含日本以外的國家的文字（請見動畫第9集）。
在動畫第12集中，覺醒了『少年』的力量，救活了艾莉卡。
在動畫第13集中，借助雅典娜的力量打敗墨提斯。
在小說第十三集中，由祐理的幫助下，得到使用由雅典娜的「秘術」所帶來的力量，其後就和祐理在天叢雲劍身上鍛造出「起始與終焉之劍」。
從小說第一集及第十一集得知已經被艾莉卡奪去初吻且曾在浴場裸裎相見，本人經常對此發牢騷。
艾莉卡·布蘭德里（Erica Blandelli，聲：日笠陽子）
本作的第一位女主角。十六歲的義大利米蘭少女。擁有「深紅惡魔」的稱號。身高164cm，三圍86-58-88。
隸屬於義大利魔術結社《赤銅黒十字》。愛劍為「獅王之心」。習有能自在的操縱鋼鐵物品的魔法「煉鐵術」，個人擅長創造、變形、破壞及強化的魔法。先祖是魔王Campione。
感情方面自稱護堂的「愛人」，但實際上她才是大老婆，亦如字面上的意思非常喜歡護堂，她本人也曾表示這副身軀跟靈魂都是護堂所有，並時常有機會就主動地依偎在護堂懷抱裡色誘他，甚至只要護堂想要就會有求必應(包含主動獻吻)，對其深情到難以自拔的程度可見一斑。據她本人表示是對護堂一見鍾情，而後日漸加深了對他的迷戀才會如此。
擅長與人交流，對於管理和智謀很有一套。現在轉入了私立城楠學院高中部一年級，和護堂同班，更用了催眠術或者類似的魔術來得到護堂右邊的座位。喜歡功夫電影跟與大小姐品味相異的新奇事物，特別喜歡路邊攤跟奇妙的街邊小店。
父母早已去世了，不過因是未成年，所以還住在米蘭的布蘭德里本家，從父母的遺產中除了資產外還有好幾個是艾莉卡名義的房子，所以本人曾說就算自己一人生活也沒有什麼問題。
平時和亞莉安娜居住在文京區的本鄉的高層公寓10樓的101室，睡覺的時候會只穿內衣，以及早上起身時會有著低血壓的出現，很難爬起床但似乎不會有起床氣，亞莉安娜曾說艾莉卡就算是在假日一直睡到中午都不起來也不奇怪。
護堂最早的夥伴，開啟他成為弒神者道路的重要人物，因為艾莉卡的出現才使得他與化身「少年」的烏魯斯拉格納羈絆加深，到了無法置之不理的地步，艾莉卡也在這短短的數天內對護堂有了好感，與護堂之間熟悉到能不用言語就互相支援戰鬥的程度。
戀愛佔有慾偏強，所以不是太能接受護堂有太多後宮，原本最多只能接受祐理的存在（因可以拉攏日本「媛巫女」），之後的成員(護堂的小老婆們)不斷增加使自己十分不滿，簡單來說就是吃護堂的飛醋，但木已成舟，對這狀況她自己也僅僅是吐槽而已。
雖然弒神者是以"獻吻"的方式注入知識到體內，但有一部份其實是她自己想跟護堂親吻的私心親密行為(就單純男女之間情愛的親吻，不帶知識)。
在讀書成績方面就和琍琍亞娜一樣，除了屬於基礎教育和文科的科目沒問題之外，理科就不太行了，但自己認為理科不有趣，所以就不打算去惡補。
在護堂心目中，以花來表達的話就是在花園中力壓群芳，華麗綻開的大朵山茶花。
以壓倒性的優勢當選為高中部小姐，而且是在完全不參加活動、只允許使用照片及影片的情況下當選；不過祐理及琍琍亞娜拒絕參選。
在眾人經過和孫悟空一戰後有感需要學摩托車來方便戰鬥時的移動，於是就去學駕駛摩托車，雖然並未去考駕照。
在動畫第12集中，在幽世戰鬥時對於魔女有毒的空氣影響下，自身力量逐漸耗盡，即將死亡前的彌留之際接受了護堂渡過『少年』的力量，因而重獲新生。
艾莉卡解放護堂『少年』加護的言靈：「這些聖句強力而且雄辯，所以全部的敵人都畏懼我！」
解放護堂『少年』加護的言靈後，身上穿的是到達膝蓋長度的紅與黑的披肩，而且右手上手持的是逆棘狀的步兵槍，左手手持橢圓形的盾，這都是由獅王之心所變形而成的武具。
萬里谷祐理（聲：花澤香菜）
本作的第二位女主角。十六歲的私立城楠學院高中部一年六班的學生。在學校隸屬茶道社。認識護堂的妹妹草薙靜花，是城楠學院的校花。
實際上是「媛巫女」，專長為「靈視術」。有著能從幽世獲得天啟看透不順從之神本質及來歷等等的重要能力。本家在埼玉縣。
被旁人稱為護堂的「正妻」，同時也喜歡護堂，雖然被旁人這樣稱呼，但實際上是情人身分。
小時候有過與弒神者接觸的經驗，在與護堂熟悉之前對弒神者相當的畏懼跟排斥，但拜護堂的細心保護而踏過了心理障礙。
非常純情的大和撫子系少女，講到有關性事方面的話題就會馬上臉紅，但也有如夜叉般可怕的一面（有如正妻說教的氣場），氣勢強悍到連護堂都心生畏懼。
對於艾莉卡強烈色誘護堂的行為會採取嚴厲批判的態度指正，但是艾莉卡似乎一點都不在意的樣子。
由於從小時候起就經常和惠那在一起及因媛巫女的修行需要到處去其他地方的御山和神社，因此並不怕昆蟲之類，但是只有蟑螂是不能接受。
父母都有工作。父親在快餐連鎖店裡工作（雖然店的經營者是祐理的爺爺），母親做的是料理教室的工作。因此祐理平時是1人每天做早飯及自己和妹妹的便當，因此祐理也擅長料理。
是一名機械白痴，在動畫第5集中購買的電話功能很少，其電話和護堂的電話是同一型號，分別在於顏色的不同（祐理是黃色，護堂是藍色）
不太擅長運動。
其靈視能應用到憑感覺走就能找到自己想要找的東西。
在動畫第13集中，正式表明自己對護堂的感情（表明了要成為正妻）。
在護堂心目中，如以花來表達的話就是不搶眼的花，雖然美麗程度上並沒有差距，但是，並不會去強調自己的魅力，也沒有與群芳爭艷的意欲的花。
在讀書成績方面，成績是能進入全級的前五位。
因接受愛麗絲的指導，使得精神感應力顯著成長，不過因此有時會像愛麗絲一樣使身體承受不住，但沒有愛麗絲這麼嚴重，只有來到人多的地方會感到疲憊和頭暈。
祐理解放護堂『少年』加護的言靈：「正義的勇士啊，為了其子、其父以及同伴，讓這個言靈傳達出去吧。」
解放護堂『少年』加護的言靈後，身上穿的是聯想到十二單的豪華和服，衣服周圍有著與羽衣相似的薄布。但是，最大的變化是頭髮，祐理的頭髮是黑色帶有強烈的茶色味的髮色，解放後會變成了散發出閃耀光輝的亞麻色頭髮，而且瞳孔也像是玻璃工藝一樣的玻璃。
琍琍亞娜·葛蘭尼查爾（Liliana Kranjčar，聲：喜多村英梨）
本作的第三位女主角。十六歲的東歐少女，劍之妖精。喜歡寫愛情（妄想）小說，家事萬能。
自稱「護堂的騎士」，銀色長髮扎馬尾，非常喜歡護堂，喜歡的程度是可以不惜犧牲自己也要保護他的程度。艾莉卡喜歡稱她為「琍琍」。愛劍為「白銀巨匠」。是葛蘭尼查爾家的長女。
隸屬於義大利魔術結社《青銅黒十字》，在《赤銅黒十字》因得到了護堂後為想與其抗衡就去巴結沃邦，但後來自己不滿沃邦的做法而對沃邦發出休書，後來又駕馭不到薩爾巴特雷，之後經過和護堂生活的1日後對護堂的好感就不斷上升。能使用著歐洲的「魔女術」和擁有巫女的血統。在八月末的日子以留學為名而轉校到私立城楠學院，其後和護堂同班，和艾莉卡一樣用了催眠術或者類似的魔術來得到護堂左邊的座位，本身有著與艾莉卡並駕齊驅的戰鬥能力，擅長家務，有時會為護堂準備便當或甜點，但由於性格過於正直的關係經常會被艾莉卡牽著鼻子走。與祐理同樣擁有靈視的能力但能順利獲得天啟的機率較少，但在小說第十五卷中造訪完在幽界的普魯塔克之館後，靈視能力不可思議地提高了及比起以往要更敏銳。
寫妄想小說的部分，由於描寫的內容劇情十分難為情，所以不想讓人知情，但最後還是被大家知道了。
在讀書成績方面就和艾莉卡一樣，除了屬于基礎教育和文科的科目沒問題之外，理科就不太行了。
對樣貌不好的食物相當沒轍。
對機器的認識只是比祐理少許。
現在因為與護堂在孫悟空事件中的打賭獲得勝利後，再加了副官兼侍從長這兩職責。
脖子非常敏感，非常沒有抵抗力。
在護堂心目中，如以花來表達的話就是白得清麗的，有著大片花瓣的百合。
琍琍亞娜解放護堂「少年」加護的言靈：「所有邪惡之徒，都畏懼於我身體中所寄宿的勝利！」
解放護堂『少年』加護的言靈後，身上穿的是到達膝蓋長度的青與黑的披肩，而且手上手持的是銀制的長弓，這都是由白銀巨匠所變形而成的武具。
清秋院惠那（聲：齊藤佑圭）
本作的第四位女主角。日本的名家代表且是四家中的一角、清秋院家的獨生女。
與祐理同樣為「媛巫女」而且是當代第一的「太刀的媛巫女」。專長為「降靈術」。雖然受過嚴格的大和撫子教育卻是個在大自然中長大的天然少女。
擁有極好的動態視覺能力以及聽力，能依聽到的腳步聲音來辨別對方。有著能讓不順從之神「速須佐之男」的神力附加在身上強化自己戰力的能力。劍術方面不下於艾莉卡及琍琍亞娜。愛劍為「天叢雲劍」，稱其為伙伴。
其本上文武雙全，以及大部分時間都是穿學校的制服，只有少數特別的時間及日子或出國時先穿私服。
實際上她的劍是須佐之男的一部份權能也是最早的鋼之屬性神的其中一尊。天叢雲劍之後被護堂打倒並篡奪了過去，但是護堂能憑自己的意思將天叢雲劍的使用權暫時的轉移給惠那使用，在小說第九集中，護堂和惠那一齊重新鍛造出新的天叢雲劍，令天叢雲劍有了分身，這使兩人都成為了天叢雲劍的使用者，即使兩人分開兩地也能一齊使用。
非常喜歡護堂，但被護堂禁止說自己是不能曝光的「地下情人」。
手機經常忘記充電，以致經常沒電，令護堂等人經常找不到惠那。
在護堂心目中，如以花來表達的話就是顏色鮮艷，富有野性的蘭花。
在動畫第12集被天叢雲劍附體奪去身軀，其後被護堂救出，為了感謝護堂的救命之恩，而在艾莉卡面前吻了他。
惠那解放護堂「少年」加護的言靈：「力量啊，降臨在我身上吧。為了勝利，並貫徹正義！」
解放護堂『少年』加護的言靈後，身上穿的是白衣，緋袴的巫女裝束，而且還蓋著被稱爲千早的薄上衣，頭戴附有髮簪的前天冠，就像是跳神樂舞或幫助管理社務時和式結婚儀式時的巫女所穿的正裝。
萬里谷光（聲：加隈亞衣）
萬里谷祐理的妹妹，見習媛巫女，十二歲。很有希望能加入第5位愛人。
擁有「禍祓」這種能夠消除魔力和咒力的驅除災難的能力（但是弒神者與不順從之神的咒力太過龐大而只能消除一小部份或者是在極短時間內削弱），因被需要得到這個能力的九法塚家少主數度表示想挖角的意圖而感到為難，所以之後去找護堂商量，性格純真而且天真爛漫，和惠那很合得來。另一方面，多少有些人小鬼大的傾向，有多次因為說出問題發言而被姊姊責備。在待人處世方面比姊姊祐理強。也很擅長做料理，雖然自稱比不上姐姐。
對護堂有好感，因為護堂將她從孫悟空手中救下而漸漸產生更深的愛意。與孫悟空之戰結束後，便下定決心準備成為護堂年紀最小的後宮成員，稱護堂為哥哥。
從小光口中得知，萬里谷姐妹的父親是入贅女婿，所以父親在家中好像無甚地位，而母親大人是個樂天派的人。

### 不順從之神
烏魯斯拉格納（少年）（聲：皆川純子）
是在小說第三集中所顯現的不順從之神。
最初與護堂相遇時只有十種化身之一的「少年」，因與梅爾卡托交戰後受傷導致十種化身皆分裂為個體，後來取回除了白馬之外的九個權能後與梅爾卡托、護堂與艾莉卡展開三方混戰時重傷，最後與護堂兩敗俱傷的交戰中被篡奪了權能後死亡。
雅典娜（聲：小倉唯）
第一集出現在護堂面前，有著少女模樣的不順從之神。尋找著「戈爾貢之石」企圖恢復為三位一體的大地女神，三位一體所指的是雅典娜、墨提斯、美杜莎。
於第四集再登場時引導著護堂擊敗珀耳修斯，相當中意護堂（曾在琍琍亞娜面前以：「這是打敗勝利的珀耳修斯獎勵（神之祝福）」為理由而強吻失去知覺的護堂）。在動畫第12集中（動畫組原創），因被墨提斯吸收力量而失去記憶及力量，但卻記得護堂而走去找護堂，在動畫第13集中（動畫組原創），被墨提斯完全吸收，之後經護堂的努力下而成功從墨提斯分裂出來，後來恢復力量後再次給予護堂神之祝福（明正言順和護堂接吻）來打敗墨提斯。而在小說第九集登場時被蘭斯洛特用斷鋼神劍的殘片所傷，生命也被當成聖杯的祭品奪去，最後用吻傳授護堂「秘術」之後暫時死亡，但之後又被桂妮薇亞用聖杯將她復活並下以暗示，為了復活最後之王和與護堂再次一較高下而暗自行動著。對護堂有好感。
復活後變成了神祖，自稱爲帕拉斯·雅典娜，雖然失去了前世的記憶，但在靈魂深處裹都記下了與護堂再次一較高下(本人稱是跨越生死的逆緣之羁絆)，其後更使用镞之圓盤把過往和護堂等人戰鬥而死的鋼之英雄如珀耳修斯、孫悟空和蘭斯洛特再次複活，更把護堂在古羅馬的高盧見過的風之神招來向護堂等弒神者宣戰。
在成為神祖後一直猶豫到底應該先去討伐逆緣對手（護堂），還是去往東方的盡頭執行最後之王的復活儀式，最後決定兩件事都一齊進行。後進入星幽界作為護堂的戰力。
在護堂傳授身上「秘術」是雅典娜參考斷鋼神劍所創造出的術「起始與終焉之劍」。
有關雅典娜的知識：
雅典娜不是希臘所出身的女神。是在北非所誕生、被地中海全域所崇拜的大地女神。而且擁有許多其他的名字和形象。墨提斯、美杜莎、奈特、雅娜塔、雅塔娜、雅娜塔、阿舍拉……她們原本都是從本尊的雅典娜所產生的分身，也可以說是雅典娜的姊妹。
雅典娜與埃及的愛西斯（Isis）還有巴比倫的伊西塔（Ishtar）的祖先，都是同為遠古太母神的末裔，不單只是大地的女神，同時也是支配冥府的黑暗之神，還是掌握天上睿智的智慧女神。
因為一直伴隨著三種屬性，所以成為了三位一體的女神。做為戰神的特徵，只是隨著時代的變化而加上去的，管理死亡的冥府神與最大的災難，也就是和戰爭扯上關係便成了鬥爭之神。雖然『牛』、『羊』、『豬』也被用來象徵豐收的大地。實際上，雅典娜同樣也是母牛化身的地母神——然而雅典娜的本質是『蛇』，這才是最古老的關鍵。所以就是『蛇』了，經過了幾次蛻皮，不斷迴圈著冬眠以及蘇醒的蛇，才是象徵死與再生的迴圈、季節遷移的生物，比起象徵豐收與慈愛的『母牛』，生命的恩惠以及災禍的死亡兩者都擁有的蛇，才是名副其實的神。
包括美杜莎在內的蛇髮女妖三姊妹，不僅僅只擁有蛇髮而已，她們的背上還長有黃金的翅膀。二姊尤瑞艾莉（Euryale）的名字意味著『飛翔遠方之人』，而且最小的妹妹美杜莎正是擁有翅膀的飛馬貝卡薩斯（Pegasus）的母親。把雅典娜和鳥連結在一起的是大地和冥界——雅典娜是支配兩個世界的神，鳥有著在異界與現世來往飛翔的魔力，在很久以前的古代，我們的祖先就是這樣認為的。死者的靈魂會變成鳥的姿態飛向天去，或者由鳥引導進入冥府。所以為了在地上和冥界來回，將雅典娜與鳥給合而為一。所以雅典娜的本質是『蛇』——而且是『有翼之蛇』。原始的雅典娜是有著翅膀的蛇，在還沒有冠上諸神的名號之前，是古代人所崇拜的生命與死亡的女神。有翼之蛇經過了時間的洗禮，所演變的姿態便是不順從之神的雅典娜。
墨提斯（聲：石原夏織）
只登場於動畫中，和雅典娜相同模樣的不順從之神，外表是完全和雅典娜一樣的，只是在少女模樣的時候頭上的帽子變成了紅色底（雅典娜是藍色底），而校服就是變成黑色外套（雅典娜是淺黃色外套）以及穿黑色的內褲，而成年的樣貌就是把裙變成黑色以及把頭上的首飾及腰帶變成紅色（雅典娜就是裙變成白色以及把頭上的首飾及腰帶變成藍色）。
梅爾卡托（聲：大友龍三郎）
是護堂成為弒神者的原因之一，祂與護堂在西西里島上兩次交戰，因為太過小覷了護堂而慘遭白馬擊敗，但沒有死亡。僅剩下靈體狀態的祂目前下落不明。
有關梅爾卡托的知識：
梅爾卡托是迦南人、腓尼基人這些閃米特語族所崇拜的神王……這就是巴力也就是梅爾卡托的原型。巴力的武器是名為『追擊』與『放逐』的魔法棍棒。
本來是暴風、閃電、天空之神，但是祂的權威不斷強化，到最後他擁有了很多權能，跟祂相像的神有印歐語系中的宙斯和奧丁。
這類的天空神，基本上都擁有很多的性質。最上神、王、智慧之神、生命之神、戰神、冥府神之類的，巴力也是這種典型，多面神祇因此擁有別名，是很自然的事。
梅爾卡托就是守護泰倫斯這個城池時，被人們冠上的尊稱。泰倫斯是腓尼基人建造的城池，難攻不落的程度連亞歷山大攻陷它都需要一年，也是古代地中海霸者腓尼基人的母港，他們到達這座薩丁島，成為這座島的支配者。
在希臘周邊，梅爾卡托被表現為一個拿著棍棒的大男人姿態，梅爾卡托以及祂的本體巴力是跟腓尼基人的文化、習俗密切相關的神格。
而蝗蟲是梅爾卡托的僕人，祂是暴風雨之神，也是海之神、太陽之神，還是掌管豐收和荒廢的生命之神……將農作物吃光，使大地荒廢的蝗蟲，也是祂威嚴的象徵。
大多數的惡魔都是以巴力，梅爾卡托這樣的古神為原型的，惡魔蒼蠅王就是以巴力的別名巴力•西卜為原典。
阿波羅
祂是沃邦侯爵最初弒殺的乖戾神明——是像夜晚一樣徘徊，仇恨人類的狼神。舊名為福玻斯——有著光明意思的稱號之神。不過，同時也是被贈予「酷似夜晚」稱呼的神，表面和內在有著巨大矛盾的乖戾神明。
有關阿波羅的知識：
那個最古老的名稱為SminqeuvV——意思就是老鼠，而Lykaon、Lykeios……這個就是狼的名字，因為黑暗與大地之獸的鼠和狼變成了光之神，所以解讀此神的關鍵就在這裡。
擁有老鼠內涵的狼，有著光的同時也擁有夜屬性的神——便是阿波羅，月之女神阿耳忒彌斯的孿生弟弟，封鎖黑暗、在地下誕生的太陽神。阿波羅的孿生姐姐阿耳忒彌斯是狩獵女神——本來是強大的地母神中的一尊，這對姐弟的母親是大地女神勒托，而阿波羅原本就是大地神殿所屬的神明。
阿波羅有著光之阿波羅（Phoibos•Apollon）、鼠之阿波羅（Apollon•SminqeuvV），狼之阿波羅（Apollon•Lykeios）、災害的阿波羅（Apollon•Loxias）等稱號。這個太陽神有很多不為人知的矛盾存在，在「伊利亞德」這本敘事詩開頭就寫到「阿波羅的姿態乃是夜之黑暗」……荷馬吟唱道。而且還被描寫替亞該亞軍帶來了災厄的疫病之神，就是永遠的美青年、依戀愛慕美貌的太陽神，祂的印象跟描寫是多麼不合。
當成證據，象徵祂的野獸都和大地有著深厚的緣分，鼠、狼和天鵝——還有蛇，也許在黑暗中蠢動的小小老鼠才是阿波羅的原型，姐姐阿耳忒彌斯當成奴僕差遣的狼，就是身為冥府看門狗的阿波羅姿態，天鵝也是當成大地和地底來往的性質象徵。然後就是蛇——身為多數地母神最大的象徵，表示生與死的連環。
不過在阿波羅神話中出現的蛇，既不是祂的同伴也不是嫡親，是祂所殺死的怪物——所以才有蛇的出現，是接受了神託守護某個聖地德爾斐的大蛇培冬，在過去，年輕的阿波羅用弓箭射殺這條蛇，成為了神託之神。培冬是大地母神蓋亞所生的大蛇，殺死了這條蛇成為了德爾斐支配者的阿波羅，祂的女祭司被稱為皮提亞，授予到訪聖地的人們神託——也就是說，阿波羅成功殺死了自己同胞——大地神靈，才有現在的地位。
地底，也就是和冥府連接的大地是黑暗的象徵，驅散黑暗的是光明——是太陽的光，阿波羅是從大地誕生之神的同時，也成為殺死祂母親的光之化身，因此祂的本質是混合了黑暗與光的性質——也就是災厄之神。
成為了太陽神後，阿波羅也終於取得了黑夜氣息。夜晚——被黑暗所支配的世界，阿波羅化身為老鼠所奔跑的地底也是黑暗的世界。也就是說，這是表示冥府的記號。
阿波羅失去的就是被奪取生命的職責，不過相對地，祂成為了太陽之神，儘管如此還是用「酷似夜晚」來表現死亡——散佈疫病之神，這個祂過去的痕跡。
歐西里斯
祂是沃邦侯爵所弒殺的其中一尊神。別名烏西爾，比較為人所知的名字叫歐西里斯，是埃及的神格。
有關歐西里斯的知識：
神王荷魯斯的父親，是上一代的王與豐收之神，擅長魔術的女神愛西斯是他的妻子，雖然曾經被大切為十四塊肉片，不過還是成功復活，後來成為冥府的統治者。
祂跟阿波羅相似，歐西里斯也是從大地誕生的神。不過，從大地當中誕生的同時，與成為光輝閃耀的太陽神阿波羅不一樣，祂再怎麼說也只是純粹的大地和冥界的神——地母神的近親、糧食之神而已。
孕育生命大地的太母神，不只是洋溢著慈愛的女神而已。冬天到來就會帶來死亡，是支配夜晚和地底的冥府神，而奧西里斯是從大地誕生的糧食之神。穀物於春天發芽成長，夏天和秋天收成、枯萎，在冬天迎接死亡。在來年的春天從死亡中重生、再次生長的東西。
歐西里斯曾經被大卸八塊而死，復活之後成為冥府之神。在春天給予生命、秋天收獲、冬天鏟除生命乃是地母神的職責，然後春天生長、秋天豐收、冬天死亡則是身為大地之子的糧食神使命——因此，開殺的地母神跟被殺的糧食神在冥府神的功能上是共有的。與雅典娜一樣，有著冥府的死神愛西斯和阿耳忒彌斯的姿態，不過阿波羅沒有被殺，只有歐西里斯被殺死。
珀耳修斯（聲：神奈延年）
小說第四集中所顯現的不順從之神，打倒希臘神話中的蛇髮女妖美杜莎，也曾經與要求衣索比亞公主安德羅美達成為活祭品的怪物們在海邊戰鬥，最終取得勝利救出美麗公主的勇者。有自己的坐騎也就是天馬珀伽索斯。
與護堂的交戰始終帶著強大的優勢，但依舊不敵護堂「戰士」的黃金之劍而被「山豬」用泰山壓頂擊敗，雖然帶著重傷幸運逃脫，最後仍然是被趕來偷襲的多尼一劍斬殺，但也因為是遭到多尼偷襲而死因此沒有被多尼篡奪走權能。
於動畫版中則是被「蛇」所殺。
在小說第十六卷中被帕拉斯·雅典娜使用镞之圓盤再次復活了並作為雅典娜的戰力而向護堂等弒神者宣戰。
有關珀耳修斯的知識：
身為屠殺蛇，甚至屠龍英雄的典範，是廣為人知的神格。「鋼」的神格中的一尊。這個神格在今時今日的知名度雖然不高，不過就歷史而言有著重要的意義，他是不敗的太陽，被稱為赫利奧斯，君臨於羅馬帝國。真身是來自東方之神密特拉斯，追溯到根源的話是密斯拉——也就是烏魯斯拉格納的主人。在烏魯斯拉格納出現前，密斯拉既是『東方的戰神』，又是太陽神，而這個神的名字，不管是用希臘語還是拉丁語發音，都是稱為密特拉斯。別稱為『來自東方的男人』、『不敗的太陽赫利奧斯』、『光之英雄密特拉斯』是個在冬至之日誕生的太陽神。
密特拉斯，這個神明被崇拜、君臨世界中心的所在地，正是我們熟知的名為羅馬的國家，這個國家的人們崇拜從國外引進的神明們，以此成立新興宗教，有著十分大方而且亂來的癖好。祂是從外引進的神。例如把小亞細亞的希栢利（cybele），埃及的愛西斯，甚至連摩西也被引進國內。初期的羅馬帝國從世界各地引進各種各樣的神、預言者以及信仰，然後加上自己的調整，原來的神格變成了具有羅馬風格的神。其中一尊正是密特拉斯。外神密特拉斯的故鄉乃是波斯，地處羅馬的東邊，另外還有一位從東方出現的神赫利奧斯。在東方的盡頭擁有自己的宮殿的希臘太陽神，在羅馬被稱為索爾（sol）的神。同為『來自東方之人』與『太陽神』。粗枝大葉羅馬人們不知不覺地就把赫利奧斯當做密特拉斯，接著另外一個『來自東方的人』——珀耳修斯也被加在裡面。
來自東方的男人。隱藏在這名字下面的是，古羅馬的人們將希臘英雄珀耳修斯和赫利奧斯，還有波斯的太陽神合為一體，只有擁有既寬容又隨意宗教觀念的羅馬人，才會做出這種粗暴行為，密特拉斯不是古希臘的英雄……只是在還沒有統一成一神教之前的羅馬帝國所崇拜之神，只是尊新興的英雄神。
歌雅特瑞
祂是羅濠教主所弒殺的其中一尊神。印度女神歌雅特瑞有著五面十臂——即擁有五張臉和十條手臂，是身為聖歌女神而被崇拜的神格。
古代婆羅門教的聖典吠陀。歌雅特瑞原本為吠陀的韻律之一，定型的某一種真言，但是身為神的歌雅特瑞卻是創造神梵天的妻子，河的女神，也是文字和語言的女神，如果追溯到地母神的話，應該與娑羅室伐底是同一體，非常高位的女神。
娑羅室伐底是梵語和天城體字母的創造者，掌管音樂和技藝的女神，在日本又被稱為弁財天。而身為歌雅特瑞的她能夠操縱音之靈，是司掌奉獻讚歌給神明的女神。
齊天大聖•孫悟空
被弼馬溫咒法封印時名為「猿猴神君」，較廣為人知的出處於中國的西遊記。是須佐之男等人從大陸邀請過來擁有鋼之神格的不順從之神，被弼馬溫的咒法禁錮在日光東照宮。解除咒縛須要三種東西：「擁有龍蛇屬性的神格顯現」、「附有削弱「式」的寶刀」、「有禍祓能力的媛巫女手持寶刀使用靈力」。
曾與護堂展開數場激戰，不只多次擊敗護堂讓他陷入險境，並且是少數能使用劍之宿星的鋼之戰神，中華大地的大英雄。在護堂的計策之下被迫與兩位從屬神合一，最終大聖被護堂、羅翠蓮、史密斯三人聯手以殲滅之炎配合天叢雲劍製造出的熔爐所融化掉而死亡。
在小說第十六卷中被帕拉斯·雅典娜使用镞之圓盤再次復活了並作為雅典娜的戰力而向護堂等弒神者宣戰。
有關齊天大聖的知識：
孫悟空是從石頭裡誕生出來的神猴，這裡說的石頭就是礦石。大鬧天宮，將天界的宮殿弄得亂七八糟的大聖，被顯聖的二郎真君抓住，活生生丟進八卦爐裡，被火爐的火焰灼燒長達七七四十九日。但是大聖沒有因此死去，反而還重生。誕生自鋼之石的英雄被火爐灼燒、折磨、鍛鍊、完成，這個正是能證明大聖身為「鋼」之劍神的神話。
說到齊天大聖・孫悟空，就會讓人想到三藏法師的侍從，是透過佛教、道教、中國薩滿教等各式各樣的宗教、民間信仰的神靈混淆產生的神。另外孫悟空也是「鋼」的戰神。雖然身為猿神，卻與鐵有著深厚關聯的鬥神──解讀這個關鍵的鑰匙就是「西遊記」的形成過程。
「西遊記」是以孫悟空為主角的戲曲、小說、民間傳說集合而誕生的，可說是孫悟空傳說的集大成之物。素材有著很多繼承下來的神話與民間故事為多數，最重要的就是中國──漢民族的文化經常受到來自外面世界的文化影響。
說起中國的歷史，經常能看到游牧民族、騎馬民族的影子。春秋時代的北狄與西戎、從戰國時代開始，就一直長久威脅著中國的匈奴、統一了中國北方的北魏，其後裔的鮮卑一族融入隋唐等漢文化圈裡，還有契丹人的遼，再加上元朝──甚至蒙古。
不只是統治階層，連民間也開始有著人種和民族的混淆，漢人和游牧民族的文化夾雜混合。當然，諸神也受到了這個影響波及。然後被複雜混合後的最高峰就是齊天大聖・孫悟空。
道教、佛教、密教等來自中國的文化，雖然有著差異性的要素，可是與齊天大聖有關的神話確非常多，其中最具代表性的就是「從石頭裡誕生」、「被爐火灼燒」、「有著鋼的肉體」等等一連串逸聞。這些神話全都是「鋼」之英雄們擁有的主題。從石頭裡誕生、被熔爐灼毀、獲得不死性──也就是鋼之肉體，這些即是劍的鍛造過程。以熔爐將鐵礦石融化成鋼，將鋼鍛造成劍，所謂的鋼之英雄便是劍，也就是活著的劍神。
將劍視為神的風俗。最早是來自游牧騎馬民族的發明、繼承、發揚擴大的文化。那個民族的名字正是斯基泰，誕生出遊牧和騎馬文化的勇猛民族。
由斯基泰人衍生出來的不只是這些，他們也是善長製鐵的民族，就是因為他們精通製鐵，所以才誕生出了鋼的劍神們。將斯基泰的名字初次留在歷史上的西羅多德，就用劍當成斯基泰的戰神阿瑞斯之象徵，立於大地之上的劍，才是做為戰神的象徵而名留青史之物。
不動明王的利劍也是其中之一。「立於地上的劍神」的傳說主題，散落於海洋的東西方各地，產生了對劍神表象有著種闡述的變化。譬如說鍛造出來的劍，要用水進行冷卻的作業。就出現在英雄顯現時要過水這件事，阿基里斯是浸泡過冥府的水，成為不死的英雄；淋浴龍血成為不死英雄的齊格飛也是，而我們所知道的──齊天大聖・孫悟空也和他們一樣。以孫悟空的情況來說，就是蟠桃和八卦爐還有仙丹。
從斯基泰劍神創造的故事就這樣流傳下來，就是孫悟空身為鋼之劍神的證據。不僅是道教和佛教，就連游牧騎馬民族的劍神傳說也混合起來，誕生出來的最強混合種，這個就是孫悟空的原形。
斯基泰故地之一的高加索，殘留有英雄巴特雷斯的傳說，年輕時候的他為了鍛練自己的身體進入火爐裡，在那個虐殺籠群、燃燒骨骸中的灼熱火爐修練。最後，被灼熱的火焰焚燒過身體的巴特雷斯跳進海裡冷卻，鍛鍊終於完成。由於這個緣故，他得到了不死身的肉體。這是和齊天大聖・孫悟空的前半生非常相似的傳說，擁有與斯基泰流傳的英雄傳說大致相同的猴子。給予孫悟空和斯基泰的劍神相同經歷的，毫無疑問就是與漢人同化的遊牧民族。
與印度教白色猴神哈奴曼屬於同族。
風伯
祂是沃邦侯爵所弒殺的其中一尊神，中國的神格，常與雨師、雷公一同使用，帶來大風、豪雨跟雷擊。
雨師
祂是沃邦侯爵所弒殺的其中一尊神，中國的神格，常與風伯、雷公一同使用，帶來大風、豪雨跟雷擊。
雷公
祂是沃邦侯爵所弒殺的其中一尊神，中國的神格，常與雨師、風伯一同使用，帶來大風、豪雨跟雷擊。
薩圖爾努斯（暫譯）
彌諾陶洛斯（暫譯）

蘭斯洛特·杜·拉克
「鋼」的神格中的一尊，也與天叢雲劍一同被稱為「最源流之鋼」，是一名在一千五百年前已經顯現的不順從之神，由於顯現於世間的時間過於長久，因此在「神話改變，神的性質也會改變，但是在不順從之神顯現後所改變的神話不會改變不從神影響」的前提下，在經歷過桂妮薇亞所散佈的蘭斯洛特的故事後，其真面目難以考察，直到最後也未能真正確認其真面目，只能認知到是阿瑞斯之女，眾多的亞馬遜女王中的其中一位。座騎為一只白色的神馬。
負責守護桂妮薇亞，而桂妮薇亞亦稱其為「叔叔」。
雖然平時以清爽出奇的男性形象示人，但真身卻是少女，當穿上甲冑時聲音會變成男聲。
能以手上的武器和鎧甲作為材料造出騎士。亦能使用咒術「狂奔」，作用為使人狂暴，類似精神操作、催眠之類的魔法。
與草薙護堂一戰中被護堂以天叢雲結合山豬的新異能擊敗，其後身體化作了石頭並崩塌了。
最後並沒有被篡奪權能，其力量被聖盃吸收了，並化作將會再臨的『最後之王』武器的箭矢。
在小說第十六卷中被帕拉斯·雅典娜使用镞之圓盤再次復活了並作為雅典娜的戰力而向護堂等弒神者宣戰。在與最後之王的戰鬥中投靠於護堂，並化為類似於權能的存在。
有關蘭斯洛特的知識：
蘭斯洛特並不是普通的《鋼》，作為鋼之英雄而生的劍之神，都是與地母神有著深厚共生關係的男戰士。然而，蘭斯洛特卻是女性，存在於鋼之英雄們的世界中。但是，作為鋼的同時也是身為女神的存在卻是極為稀少的。雖然稀少，但卻不是完全沒有。那其中一個就是亞馬遜女王希波呂忒。在希臘神話里被傳誦為戰神阿瑞斯女兒的，女戰士族的女王！軍神蘭斯洛特的原型，或是身為其姐妹的女神。
亞馬遜是以戰神阿瑞斯和水之寧芙為先祖，只有女性的勇猛騎馬民族。被居住於黑海沿岸，司掌內政的女王和指揮戰鬥的女王兩人所支配。其中也有如同希波呂忒那樣的部分女王，也是其始祖阿瑞斯的女兒。
希波呂忒與其姐妹身為《鋼》的理由，來源於其父親阿瑞斯，而他正是最源流的一角——最為純粹，只遵從其本分而戰的劍之化身。因而是凶暴且欠缺思慮，以突刺於大地之上的劍作為其象征的軍神中的一柱。
古老歷史學家希羅多德在其著作《歷史》上記載，騎馬民族斯基泰信仰相當於希臘神話的阿瑞斯的神格，而且還作為特別神，只是並沒有如同其他神一樣為阿瑞斯建築祭壇，而是崇拜於作為其象征的扎於大地上的劍。而且，希羅多德也這麼記錄過，騎馬民族斯基泰和女戰士族混血而產生出了騎馬之民薩爾瑪特人。這個民族正是讓身為黑海戰鬥女王的女神變貌為騎士神蘭斯洛特的關鍵。
薩爾瑪特人在日後被稱為薩爾瑪提亞人。他們向與自身有著親緣關係的斯基泰發起了抗爭，並獲得了勝利。斯基泰和薩爾瑪提亞同為騎馬民族。但是，以鐵鎧鞏固身體的薩爾瑪提亞人的重裝備，壓倒了輕裝備的斯基泰。神話裏流傳的薩爾馬提亞人，也是個繼承女戰士族風習的民族。據說薩爾瑪提亞人的女性擅長武藝，她們若沒有殺人經驗的話就無法被允許結婚。
於神話里所言的王與女王等同於神。昔日的蘭斯洛特作為亞馬遜的女王希波呂忒，或是彭忒西勒亞、安提俄珀……。身為阿瑞斯女兒的女神，蘭斯洛特也應該繼承了薩爾瑪提亞人的女戰士風習。薩爾瑪提亞人和他們的文化，因他們成為了羅馬帝國的軍人而得以在歐洲各地傳播。在那個時代的蘭斯洛特應該還是作為《鋼》之女神，亞馬遜的女王。
當時正值發源於薩爾瑪提亞的重裝騎兵文化轉化為中世紀歐洲騎士道的時代。然而，薩爾瑪提亞滅亡了，文化也轉變了。與「騎士」成為戰場上的華麗呈反對比的是，亞馬遜女王的名字和神話都慢慢地被人們所遺忘了。不覺間，作為薩爾瑪提亞戰鬥女王的女神被包裹上了厚重的鎧甲，成為了蘭斯洛特這個騎士之神。雖然她因此有與騎士不相符的狂氣和野蠻，但是，卻是個比誰都要接近最源流的究極騎士。
亞瑟王
在六年前被召喚顯現的不順從之神。
原本是桂妮薇亞為了將「最後之王」召喚顯現，而用「最後之王」的其中一個名號「亞瑟」作為英雄神的名號而散佈的故事。但是桂妮薇亞卻在十二世紀遭遇Campione並且遭到殺害，之後亞瑟王的傳說故事便從桂妮薇亞的掌控下解脫，在後世的文學作家所著作的故事穿鑿附會之下，不同於「最後之王」的英雄神卻因而誕生。
六年前被桂妮薇亞召喚後，被黑王子亞雷克與愛麗絲公主聯手封印，而受到此戰的結果桂妮薇亞的聖杯失去的儲蓄的咒力，而愛麗絲公主因過度運用力量而造成身體急速的虛弱。
喀耳刻
於小說第十三集中所顯現的不順從之神，被人稱為曉之女神的太陽神。身負著無法痊愈的傷勢，為半死之身，有病嬌心態。
其受傷原因是和逃離了的亞雷克，在逃走過後不久就發展成為了爭鬥，因而受傷，受傷的身體是使用黃銅製的義肢。
被黑王子亞雷克喚醒，亦被其以權能困在迷宮，之所以被困在迷宮的原因是喀耳刻不厭其煩地糾纏亞雷克，口中還老是吐出帶著妄想氣質的少女般的發言，最後甚至還打算使用魔術將阿雷克軟禁起來。
其後就以護堂為目標，希望得到護堂的愛，最後被護堂以白馬加結合了強風的天叢雲劍打敗，最後死前也像雅典娜一樣將自己的睿智化成力量交給自己曾一度相愛過的男人護堂，並在最後告訴護堂，若想知最後之王的真名就要著眼於阿爾戈號之系譜。
有拘束英雄的魔術，這可以奪取英雄的能力，更可以加以運用，護堂曾被奪取韋勒斯拉納化身的權能，喀耳刻更可以無發動條件地及重時使用其他權能。
在英雄奧德修斯身上奪取了弓之御靈。
在小說第十四集中得知，其給予護堂的力量是「曉之秘錄」，這是能令護堂就在短時間內借用魔女之神的魔導力的臨時的魔導書，簡單來說是操縱女神之力的指南，這使得護堂能更容易掌控「起始與終焉之劍」。
有關喀耳刻的知識：
以木馬之計攻陷了特洛伊城，並在之後流浪了十年的英雄奧德修斯。他在旅途的途中到達了太陽神女兒喀耳刻的島嶼。喀耳刻是個會向來到島上的人施放魔術，將其變成野獸的可怕魔女。
喀耳刻也對奧德修斯使用了魔術，打算也將他變成野獸，可是，魔術卻對受到神之加護的英雄不起作用。反而卻讓喀耳刻迷戀上了他，並成為了他的情人。
最後奧德修斯迷上了喀耳刻的美貌，並繼續在她的島上長期逗留下去。他把回故鄉的事情都遺忘了，整整拖了一年的時間。喀耳刻以美貌和魔力攻陷英雄，削弱他們的力量，並妨礙他們的目的。這就是魔女之神喀耳刻的性質。
奧德修斯
於第十三卷被喀耳刻以同盟神的身份召喚出來助陣的英雄神，因為有著流浪的神話與多次戰爭中得勝的軍神性質而曾經一度被列為「最後之王」的人選。不過在喀耳刻將其招喚出來之時確定了其本身並不具有「鋼」的性質。
外表是一個全身穿著青銅鎧甲並且以鐵弓與鐵箭武裝一身的戰士，原本是一個英勇善戰、足智多謀、鋼力無雙、並且善於口舌的稀世英雄，但是被喀耳刻召喚出來時被喀耳刻剝奪了智謀與戰略，最後被護堂以「白馬」與惠娜使用天叢雲劍吸收「強風」後的超加速斬擊給擊破。
阿尔提奥
於小說第十五集中所顯現的不順從之神。
出現在回到過去時的護堂、艾西及亞多尼面前的不順從之神，身負著傷勢，在白皙腹部處有一條縱長的裂傷，那道傷口呈赤黑色的潰爛。
向護堂等人說下次再會之時，就將「兒子」帶到護堂等人面前，將護堂等人討伐。
在小說第十五集中，乘東尼因使用齊格飛的權能而進入假死時強行奪走了東尼的身體來使用，當中東尼更和阿尔提奥合作，身體主導權交回東尼，讓東尼能達成和護堂對戰的願望，而阿尔提奥就去爭取時間把自己乘如的生命和大地之精氣聚集了來再次召喚最後之王來和護堂對戰。
哈努曼
最後之王的盟友，古代印度白色猴神。17卷以風之王來稱呼。而哈努曼是鋼之神與風之神伐由的子孫，能夠自由操縱風的能力，能夠使用風的能力進行神速，擁有鋼鐵之不死性的肉體。白布加上革鎧纏繞在身上，紅色面具將真面目隱藏，原本是身高180cm程度的猴子。由於最後之王的関係將近2000年沒有發言，本來以慇勤的言語發言。初登場時以大刀姿態出現，真正得意技為鋼之五體的拳法，作為猴將時他身上出現曼荼羅的圖案時能夠召喚出1000隻猴子的軍勢。
在西暦406年被女神阿尔提奥稱呼的高盧登場，與多尼不斷展開激戰，最後之王敗走後失去蹤影。再顯然的王再次與護堂交戰時再度登場，被阿耳忒彌斯之箭一擊之下妨礙而失敗。現代受到帕拉斯·雅典娜受到招聘再度出現，更到達了最後之王沉睡的浮島上，經過1000年後最後之王復活時，哈努曼與最後之王身份被查明時他的性格亦表現出來。
羅摩
桂妮薇亞多次轉生且探索的不順從之神，被稱為最強之「鋼」。於古代印度被視為最高神毗濕奴的化身，受到各種神明加護，是身負誅殺魔王宿命的英雄神。
只有在一個時代中同時出現多位魔王時才會從沉睡中甦醒。由於當他甦醒後就會為了終結魔王橫行的「末世」而開始旅行，因此也被稱為「世間最後顯現的王」。然而因為長達千年的時間未曾甦醒的關係，傳承也被曲解，原本是「為了終結末世」而被曲解成「可能會引發末世」，因此到了現代則被稱為「最後之王」，但是實際上這種解析也沒有錯誤。
即便是作為弒殺魔王的勇者面對與Campione的戰鬥也是極為危險，實際上在無數的戰鬥中有亦有著無數次的敗北，但是因敗北而陷入的沉睡都會在數年之後再次覺醒並且與Campione在戰。一旦吸收了充足的大地精氣後就會完全覺醒，不但能使用「盟約大法」，而且生命會與救世神刀緊密相連。在這種狀況下若是面臨危機時力量便會失控，無關自身意識的會將周圍一代化成焦土，而且其產生的熱能會存留在自身體內無法消散，一旦長久留於現世會對世界產生重大威脅。
已於歷史上多次甦醒，而每當完成誅殺魔王的宿命後又再次沉睡，並且會化身成神刀遺骸，而在重複的甦醒與沉睡的循環後，世上留下多把「救世神刀」的遺骸，因為遺骸的存在而讓尋找他真身所在地變得極為困難。最後一次甦醒已經是將近一千年前，因為當時所造成的動亂讓其決定要遠離鬥爭，以自身的意志拒絕作為侍女的神祖呼喚長達千年。
小說第十集末顯示出沉眠於日本上空被稱為衛星軌道的地方，原本的位置應該是在地上，但因為須佐之男等人的作用下遷移此處。沉眠的土地猶如一座小島，上面插著一把長度約一百公分的殘破鋼劍且上面充滿著鐵鏽。
小說第十三集中得知，最後之王是兼具泛亞洲性英雄的流浪屬性和《鋼》之屬性的這樣的混合種。
在小說第十五集中，被阿尔提奥召喚出來，是個一名有著蒼白頭髮的少年，前額的頭髮很長而令臉容看得不太清楚，但當想和人溝通時就會把遮住雙眼的額髮撥開。不過他的鼻梁高挺，嘴型端正，下巴尖細。無疑是一張會讓人感覺美型的臉容。身上穿著簡樸的青色束腰衣和同色的褲子，上面披著一件類似于披肩的白色衣服。
雖然有著軍神之名，但和大多都有著過剩的好戰性軍神不同，其發言和其他軍神有著微妙的不同，意外地是能用相當流暢的話語交流，而且充滿了知性的軍神。
曾告訴一個秘密給護堂知道，全盛時能使用盟約大法及精通各種武器，在小說第十五集中，因是被召喚出來而不能使用全力，但其劍術的能力即便面對東尼或者羅翠蓮時，也能夠輕鬆地與之互斬和甚至還有可能單以劍術就獲得勝利。最終被護堂以「黑之刃」、「複製救世神刀的天叢雲劍」、「駱駝」，組合成連續攻擊後敗北。在離開前詢問了護堂的名字後就帶著滿足的表情對護堂說期待終有一天到來的再會。
小說第十五集最後又再度被阿爾提奥以殘存的生命與周圍土地的數百年份精氣招喚，以盟約大法的力量擊出僅此一次的最強攻擊，被護堂以天叢雲劍吸取「白馬」的力量後勉強阻擋，之後留下對護堂的期望的話語後再次進入沉睡。
但在召喚後也在隱藏名字，不想把名字透露出來，最終阿尔提奥以其子阿撒托斯的名字來稱呼最後之王。其真名亦被眾神列為最高機密，因此無論是須佐之男或是在幽界中隱居的超脫人世之人都不願也不能將名子告知護堂等人。
有關羅摩的知識：
羅摩是經常統領部下的英雄。身為高貴的王族，身為將軍，乃是帶領兵士與異國魔王戰鬥之人。除了是退治魔王的英雄，亦有著「鋼之軍神」、「使用弓箭的流浪貴公子」等的性質，其故事還被引入佛教典故里，對亞洲各地的民間故事造成深厚的影響。
除羅摩以外，也許再沒有像其一樣會對異國的神話和民間傳說造成深遠影響的英雄。而在日本，最受其影響最深的便就是桃太郎。從桃子中誕生的桃太郎跨越海洋，朝著鬼島進發。他是與羅摩同樣的「旅途英雄」。在鬼島退治惡鬼就是殲滅魔王之使命的變換。而且，桃太郎率領著狗、猴子、小雞這些隨從，這便是源於羅摩經常統領部下的特性。桃太郎就如同羅摩的遠方同族，狗、猴子、小雞這三隻隨從就是受到其部下「風之王」的影響。動作輕快，天翔的羽翼，退治惡鬼的強大力量，還有更重要的是「姿態並非人類」這一點。
羅摩的名字就漫長的時光中都是巨大的謎團。儘管是對東洋、西洋各地都帶來影響的英雄，不過其始祖是在亞洲。他的故事傳說甚至深入佛教典故中。並且，解開謎團的暗示就是佛典，換言之就是佛教。他的故鄉與佛教的起源地相同，即是古印度。羅摩是昔日之時，為了討伐連眾神也無法消滅的羅剎族魔王羅波那，而被派遣至地上的神聖御子。拘薩羅國的王子。與濕婆、梵天並列的最高神毗濕奴的轉生體之一。記載著羅摩的傳說的敘事詩就是「羅摩衍那」，也被稱作「羅摩王物語」。「最後之王」——其真名正是羅摩，又名為羅摩錢德拉。
其妻子為印度教大地女神悉多，即是轉世為神祖的玻璃之媛。
羅什曼
羅摩的從屬神，與羅摩有兄弟關係。褐色的鋼之屬性神，擁有不死的肉體。自願成為羅摩的盾牌阻擋弒神者的攻擊，在數千年前中為了討乏擁有十條生命權能的Campione而用救世神刀將悉多殺死（玻璃之媛的前世），令羅摩能吸收大地精氣回復至完全狀態。現在被神祖雅典娜給予致命傷。

### 弒神者
薩夏·德揚史塔爾·沃邦（Sasha Dejanstahl Voban，聲：石塚運昇）
居住於東歐巴爾幹半島的弒神者，所有存活著的弒神者中最年長的一位。雖然被稱為「侯爵」但卻不是出生於富家子弟之中，出生於十八世紀初成為無父無母的孤兒，曾窮到每天買一個麵包都很難，經常流浪至各個地方生活。「沃邦」這個姓是他襲擊過的領土上的侯爵所飼養猛犬的名字，因此自己的姓氏也決定為沃邦。
自稱比起狗更喜歡狼，對那些會順從討好的狗感到反感，反之則喜歡狼，因為有時會反抗和充滿霸氣。
正因為是現存最古老的第一位弒神者，所以擁有較多的權能。
是全世界最出名的一位為所欲為的魔王，十九世紀時住在英國，還曾因為一時興起而與英國女王會面。為了應對沃邦的威脅，當時的弱小組織「賢人議會」在短時間內積極的擴充組織實力，並且開始積極的調查各個Campione的權能與弒殺的神。
曾經舉行過一次召喚不順從之神的儀式，但所出現的神卻被多尼搶先弒殺且篡奪權能，後來得知出現的神是英雄齊格飛。
會常年輾轉於歐洲各地的酒店，以此來熟悉世故，也會像普通人一樣坐電車和乘坐飛機。
早在十九世紀時就因緣際會的結識了艾西亞與羅濠教主，與羅濠教主在隨心所欲的個性極為相似，因此敵視彼此，而將艾西亞認作麻煩的魔女，不想與之有所來往卻被艾西亞纏上，不但單方面的認作盟友還被其稱為兄長大人。對此本人認作為是自己有生以來最大的敗筆。
羅翠蓮／羅濠教主
第二位弒神者同時也是《五嶽聖教》教主，居住在中國江西省廬山深山中的一間小庵裡。武之至極、不敗而到了求敗境地的弑神者。沒有什麼要事的話，她不會離開住所。是兩百年裡所誕生的三位最古老弒神者中的其中一人。
絕世的美人，有閉月羞花之貌，看起來是大約十七八歲左右的美少女。
生於兩百多年前的中國，受過中國古代女子的教育，琴歌無人能及，料理方面也有頂級的手藝。但身為武林至尊的她不喜歡將這些方面的技藝展露於人前。
自尊心極為強大，被亞雷克稱為「實力至上主義者」，不會直接跟民眾談話，直視過教主的人，會將自己的兩眼挖去；聽到教主聲音的人，會削去自己的耳朵贖罪。
被認為是最有性格缺陷的Campione，厭惡人類科技的文明，一旦被她看見門徒使用的話就會直接將其破壞。
羅翠蓮即是天下無雙的武俠，同時也是一位道姑，她是七名弑神者裡，能與東歐的沃邦侯爵相比的最凶妖人。之後與護堂結拜且要護堂叫她為「姊姊」，之後護堂都改口叫她「大姊」。
天上天下唯我獨尊的武王，在十九世紀時因緣際會的結識了沃邦侯爵與艾西亞夫人，因此被艾西亞稱為姊姊大人。與沃邦侯爵有著同樣的想法，不但認同彼此是敵人也認同艾西亞是麻煩更認同與其牽扯上關係是自己有生以來最大的敗筆。
得意技是使用掌來攻擊的飛鳳十二神掌。
艾西亞（Aisha）
居住在亞歷山卓的第三位弒神者，妖魅洞窟的女王，傳說已經隱居了近百年，實際上利用洞穴在不同時代中穿梭旅遊，是永遠的美少女，也被聖騎士稱為弒神者中最會製造麻煩的一個，擁有春之女神珀耳塞福涅的權能，可以將生命分給其他人。在古代的高盧被尊稱為聖女，因緣際會遇見護堂，個性極為容易陷入自我陶醉，認為歷史有修正力能彌補缺陷，所以數次改變歷史。
本是出身印度北部的少女，在七歲時成為一個英國經營鑽石礦山的家庭的女傭，個性受到喜愛，在家族的主人和千金因病去世後繼承其遺產，在世界旅遊途中於希臘遇見珀耳塞福涅，出于无奈地成功初次弑杀了神明。
自稱身心度過的歲數是十七年，因每次穿梭旅遊後也會發生在過去已經度過了兩年，但回到現代之後卻連兩天都沒經過或過去回到現代的時候飛躍了幾十年，而艾西亞是有心飛躍了幾十年而回到現代的，因能避免被別人說自己徐娘半老，即等認識自己的人死了才會回來，以自己的意願故意成為像浦島太郎一樣的人。
雖然是一個很善良的弒神者，但因為無法控制自己的能力、而且極度的自我感覺良好，而被鷹化評價為比羅濠教主麻煩的人，被聖拉菲爾評價為在眾多弒神者之中絕對不想要待在一起的人，及在七名弒神者裡面比起任何一個都要更給人添麻煩的Campione。
喜歡讀歷史和地理的書，也喜歡料理，但手藝非常差勁，不過本人稱還能入口進食。
對自己擁有的魔性魅力毫無自覺。
特技是「無論在什麽場所都能香甜地熟睡，吃什麽食物都會感到美味」，因此無論在怎麽樣的地方都能沒有壓力地過日子。
就連自己也不能控制好製造洞窟的權能，想要製造的時候卻完全製造不出，但有時能自然而然地製造。
十九世紀時因緣際會的結識了沃邦侯爵與羅濠教主，僅憑自我感覺良好便將兩人的敵對意識認作不坦率的好意，並且將兩人稱為兄長大人與姊姊大人，是全世界唯一同時被為所欲為的魔王與唯我獨尊的武王所忌憚的人。
安妮•查魯頓／約翰•布魯托•史密斯（Annie Charlton (a.k.a. John Pluto Smith)）
第四位弒神者同時也是洛杉磯的守護聖者，二十七歲的美國人女性。十幾歲時在幾經曲折下打倒阿茲特克的魔神特斯卡特利波卡，成為殺神的戰士。
長期在美國西海岸對抗《蒼蠅王》這個邪術師組織，是被洛杉磯的人當成活著的傳說而讚頌的魔王。
平時是使用約翰•布魯托•史密斯這男性身份和《蒼蠅王》這組織戰鬥，只有少數人先知約翰•布魯托•史密斯的真正身份，曾喜歡傑克，但當知道傑克和其女友復合後就放棄了。
平時以安妮身分活動時，是一名理性且冷靜沉著，知性和行動力兼備的『能幹的女人』，有認真古板的優等生氣質。但有一不開心就飲酒來逃避現實的習慣或者身穿某種衣裝的時候會以一般人的目光進行精神鑒定。
跟孫悟空的戰鬥結束之後，對護堂產生情愫。
在動畫版第13話最後有現身。
能夠以之前擊斃統治幽界的妖精王之一所篡奪到的力量在地上和幽界之間自由往返，然後也從妖精王身上繼承了王應盡的責任和義務。
魔槍是由幽界的暗精靈鍛造師鍛造的。
亞歷山大•嘉斯科因／黑王子亞雷克（Alexander Gascoigne）
居住在英國康瓦爾的第五位弒神者。戰勝掌管幻視與雷的墮天使雷米爾，篡奪神速權能的黑之貴公子。
跟薩爾巴特雷・多尼、草薙護堂同屬於年輕一輩的弒神者，擅長計略，卻不擅長對付女性，在行動時實際情況跟他的計策有出入會造成巨大的災害，他跟護堂看似是個強烈的對比但從另一角度來看卻是很相似的，因而讓護堂對他燃起莫名的競爭意識。
雖然不是什麼好人，卻也沒辦法讓自己變得冷酷無情，即使策劃許多計策，也沒辦法無情到底。雖然渴求勝利，卻絕對不會放棄拖油瓶。
本人認為比起魔術來說還是賭博和玩戲法更為擅長。
曾與賢人議會的原議長愛麗絲為宿敵，現在卻認為那只是年輕時所結下的孽緣。
小說第九集中，用電擊使甘粕身體麻痺且強行奪走天之逆鉾。
薩爾巴特雷•多尼（Salvatore Doni，聲：江口拓也）
第六位弒神者，劍之王。二十四歲的義大利青年。幾年前還只是一介騎士，因打倒了塞爾特的神王努阿達得到了王的資格。
被稱呼為歐洲最強的劍士且被當地的魔術師尊為盟主，除了劍術之外其他全部一竅不通的異端天才。羅濠教主對他的感想是「只比劍術的話，技術跟我相近，但是其他的武藝完全不是我對手。」
總是一副充滿開朗的態度，但只要有關於戰鬥和護堂的事情就會十分專注。
雖然平時嬉皮笑臉居多，但絕不是會和別人合謀的男人，絕對不會超出那一線，特別認定對方是‘強敵’的時候。
自稱能記住見過五次以上的人名字卻總是叫錯名字，記不起來的原因單純只是對其沒興趣。但是只要跟護堂有關的人，如艾莉卡與琍琍亞娜等人則是會正確的叫出姓名。
自稱為護堂的「好友」，真正的意思卻是「寫成強敵唸成朋友」。曾經要求護堂用「托托」這個外號稱呼他，但被護堂拒絕。
自稱有四十八式殺人技，及五十二秘技以及有不小的得意技如開鎖和用繩綁人。
是除了艾莉卡和琍琍亞娜之外，只有薩爾巴特雷能找到聖拉菲爾，薩爾巴特雷並沒有要「獅王之心」和「白銀巨匠」，找聖拉菲爾的目的只是為了見聖拉菲爾。
成為弒神者的原因是，在做了聖拉菲爾的徙弟之後，過了一個月就不見了人影，而且只用了一個月左右的時間就已經基本上記住了的聖拉菲爾技藝了，原本自己是被在羅馬的唐人街裡被相識的古董商人雇傭當保鏢的，但去到土耳其的博物館裡就被聖喬治的神靈奪去了身體，經過了一大波周折後被神靈操控著由土耳其遠赴到了愛爾蘭，在那個地方過了誅殺神明們，搜索神明的每一天，不過最後總算是經過發現到的妖精境之門去了幽界，之後努阿達神顯現，其間與聖喬治進行了一對一戰鬥，結果，最後只是聖喬治的靈體被消滅，跟住多尼也總算恢復了自由身，之後多尼記得的是自己以努阿達為對手進行戰鬥，最後多尼經由幽界返回到義大利，回到了最初出發尋找聖拉菲爾的村莊。
認為劍是沒有所謂的真貨和假貨，有的只有擅長和不擅長，和只是使用的人是否真的有本事。
在成為Campione之前因為在唐人街工作，所以和唐人街的人關係很好，經常從唐人街得知業界流出的情報，還會向唐人街偶爾借錢及偶爾幫忙唐人街做誘拐等接近犯罪的惡事。
在小說第十五集中，因使用齊格飛的權能而進入假死時被阿爾提奧強行奪走了身體來使用。
烏爾丁•偶爾
在小說第十四集登場。
古時定居羅馬的弒神者，現已死去。根據歷史紀錄，當時已經開始進入魔王橫行的「末世」，而在西曆458年也有著「最後之王」甦醒的紀錄，因此恐怕是當時遭到「最後之王」殲滅的其中一位魔王。
和護堂同樣都是身高180公分左右，黑髮黑目，是蒙古人，是匈人族從東洋流亡過來的匈奴後裔。
是名把「襲擊」和「侵略」當做日常的人，喜好女色，喜歡戰鬥。
由於舊世紀不像現代科技發達，所以弒神者很難遇見，所以當見到護堂時就打算當客人款待，不過因護堂價值觀和烏爾丁不同所以被拒絕了。
被艾莉卡及惠那認為是舊時代的護堂。
和護堂一樣有吸引女性的能力，擁有五名妻子與十多名情人。
烏爾丁最初弒殺的神明是美索布達米亞的龍神烏蘇姆格魯，之後弒殺了印度神明樓陀羅並奪得了「弓」的權能及之後再弒殺軍神提爾。因為想要搶奪艾西亞而與護堂戰鬥，最後跟護堂戰成平手。

### 魔術關係者表

#### 義大利
亞莉安娜·哈亞馬·亞莉阿爾蒂（Arianna Hayama Arialdi，聲：三澤紗千香）
從姓氏中的哈亞馬可看出有日本人的血統，因為哈亞馬能寫成「羽山」，是艾莉卡為了待在日本所特地找來的親信。也是人不可貌相的典型例子。
外觀是黑髮女性，年紀大約比護堂年長兩到三歲。被艾莉卡以「聰明伶俐、認真負責、勤勞而且還很「有趣」，簡直十分完美，雖然有四個缺點，不過那只是些小問題。」為由留在身邊。
其四大缺點（也就是被艾莉卡視為「有趣」的部份）為「開車技術很危險」、「沒有劍與魔法的才能」、「燉煮的料理是會讓小孩子哭出來的味道」、「雖然平常工作時很得心應手，不過三天就會發生一次大失敗」。護堂曾經在心中吐槽「這些不論是身為騎士或是女僕都是完全不應該有的缺點吧？」不過艾莉卡比起效率或是方便性，她更重視（自己覺得）有趣和愉快的部分，這樣想想，也許才是真的適才適所。
以危險駕駛的方式開車卻從未發生事故使人受傷，在某種意義上也是天才。
祖父母居住在長崎。
卡蓮·楊格洛夫斯基（Karen Jankulovski，聲：佐藤奏美）
魔術結社《青銅黑十字》的實習魔女，雖然年僅14歲，但因為不斷跳級的結果，現已完成高中學業，為琍琍亞娜的親信，小惡魔性格，喜歡捉弄主人琍琍亞娜，會偷偷拿琍琍亞娜所寫的愛情（妄想）小說賣給艾莉卡。
璐克蕾琪雅·索拉（Lucretia Zola，聲：田中敦子）
住在義大利薩丁島的魔女，薩爾多人的末裔，有「知曉神之人」的稱號，巧妙運用術式的能力、咒力的強大、還有關於「不順從之神」方面的知識等等，都是最優秀的魔女。護堂爺爺的女性朋友，在小說第三集中是促使護堂成為弒神者的人之一。
有著那年輕外表所看不出的高齡，時常故意捉弄護堂，自稱是護堂的「情婦」。
和護堂的祖父一朗是在大學的院生時期認識，此外璐克蕾琪雅是被護堂的祖母千代嚴令禁止祖父去見的人。
和聖拉菲爾是同時期出現的人。
保羅·布蘭德里
艾莉卡的叔父，前「深紅惡魔」，現為赤銅黒十字的總帥。
意大利最強的騎士是劍之王——薩爾巴特雷・多尼。但是最上級的騎士是保羅•布蘭德里。他的身姿可比喻為大衛的雕像，明明就是個快要不惑之年的人了，卻還像青年一樣年輕有朝氣，像雕塑般端正的臉型，充滿知性和氣質。而且，這個受過嚴格鍛煉的完美肉體，就宛如鋼鐵，正符合他最高騎士的稱號。
和艾莉卡的感情就像真正的父女一樣，當初艾莉卡向其說成為了護堂的「愛人」後就有了新娘父親的心境，之後還發了一堆牢騷呢。
最近開始介意起掉髮的問題。
詹那洛·凱滋
隸屬於赤銅黑十字的大騎士，護堂的朋友。很不擅長應付艾莉卡，原本是和艾莉卡競爭深紅惡魔稱號的對手。
本身是一位動畫宅，尤其是瘋狂迷上「小魔女SORAMI」。（此為惡搞電視動畫《小魔女DoReMi》。）
迪亞娜·米莉德
隸屬於義大利魔術結社青銅黑十字，居住在拿坡里的魔女，年齡不詳，是教導琍琍亞娜魔女秘術方面知識的師傅，很在意自己的年齡問題，年齡話題對她來說是地雷。
安德列·里培拉
為薩爾巴特雷•多尼工作的年輕大騎士與參謀，有時候也是秘書，更重要的是監督人。
他包攬所有的職務，被稱為「王的管家」的青年。里培拉在薩爾巴特雷•多尼成為「王」之前就是他的朋友了，因此雖然在他人面前會對多尼展性恭敬，但在義大利的魔法師中卻是極少數敢對多尼的白痴行動進行指責的人。在多尼與護堂戰鬥後又鬧出一連串的騷動時還曾經以「療傷」為名強迫將其關到如同海上孤島的醫院中數個月。而除了這層關係，他在其他的魔王面前也能毫不畏縮給予諫言，這種剛毅又認真的個性備受欣賞，所以才會獲得管家的工作。
由於經常充當防火牆阻礙多尼的奇行，所以當多尼決心要做蠢事時通常都會成為第一個受害者，為了方便行動而不時會被多尼親手或派人綁架及監禁。
由於聖拉菲爾認為多尼不能好好保管『表彰大衛功績之書』，於是就拜託安德列代替多尼保管及管理。
已經強迫多尼簽了遺書以方便善後。

#### 日本
甘粕冬馬（聲：松本忍）
正史編纂委員會的一員，是忍者自己卻不喜歡別人這樣稱呼他。雖然精通隱秘行動、陰陽道以及白魔法，以及隱身術的技能和陰陽道及修驗道混合的咒術，但比起戰鬥更擅長逃跑。
是沙耶宮家直屬部下。
有喜歡戲弄別人的性格。
對動漫可以說是權威，喜歡去美容院按摩放鬆。
是在與咒法有著很深淵源的家系出生，這個家系從事的是間諜活動或者是更為淒慘的工作。
沙耶宮馨
沙耶宮家的當家同時也是媛巫女之一，有著美麗且中性的外表，喜歡穿男裝，就連在大祓禊儀式也是穿男性衣物神主的衣，為正史編纂委員會東京分室的室長，為甘粕冬馬的上司。
年齡大約是高校三年級生（即18歲）。
在媛巫女之中也是屬於能力頂尖的人，以及和惠那一樣文武雙全，還有非常優秀的口才和交涉技巧。
因其性格和中性的外表，令馨非常受女性歡迎，受歡迎程度已到會在情人節收到大量本命朱古力及在聖誕節的約會多到得從二十號開始就每天都和女孩子約會，馨更可以一日內分別和三人進行聖誕節約會。
和冬姬是青梅竹馬。
知道護堂有吸引女性的能力，所以經常邀請護堂進行獵艷旅行，不過護堂一直都未答應。
雖然是在女校中上學，但沒有穿女子學校的制服（水手服），而是一套特別訂做的灰色男裝校服，據本人所言爲了能從開學初日就穿著特別訂做的校服，就去籠絡老師們和學生會，以及PTA而折騰了一番。
老先生（聲：大川透）
原本是不順從之神，現在在幽界隱居。是擁有能夠影響正史編纂委員會權力的長老之一。允許人類稱呼自己是老先生或是老頭子，惠那則直稱祂為「爺爺」。
速須佐之男命，本來是出雲的土地神。但是因為重複結合了許多種，獲得了多數神話後的結果，開始變質成典型性的英雄神。暴風，以掌控暴風雨的神格身為基礎，獲得了殺蛇的鐵劍。鐵劍就是草薙劍，是讓他變化成為鋼之征服神的關鍵。同時，須佐之男還有善用詭計的文化英雄屬性，將身為太陽神的姊姊•天照大神趕入石洞的故事就是個好例子。「隱藏／竊盜了太陽」的神話，是環太平洋附近一帶普遍性的騙子傳說。
為了不讓外國流來的蕃神——最強之「鋼」的御子甦醒，所以招來猿猴神君除龍滅蛇。

#### 英國
愛麗絲•路易士•歐普•那法爾
現年二十四歲的高德汀公爵的千金，通稱為「白之巫女姬」愛麗絲公主，格林威治賢人議會的原議長，現在是特別顧問。
她有著一頭如同白金般的秀麗金髮、從小就受到讚賞的美貌、過人的好身材。
專長是「精神感應」，對於他人的氣息和感情，甚至連心裡的想法都能略為探查，繼而對精神的淵源——靈體、魂魄進行干涉，然後靈巧操縱。是只有極少數的巫女或者魔女才能使用、十分特異的靈力。
以人類而言，她是擁有至上靈力的巫女姬。不僅精神感應和念力十分優秀，還有擁有靈視與預知的素養，有時甚至能與神交談，但是這個能力會侵蝕身體，使得自己變得非常脆弱，只要稍微出去一會兒就會精疲力盡，身體狀況也會失調。所以要出現在公眾場合時，愛麗絲都會用靈體製造分身。通過控制分身，就能像健康的人一樣與周圍交流。一般而言，靈體是碰不到東西的，但是愛麗絲可以與念力並用，讓靈體看起來就跟真人一樣行動，不過再怎麼厲害，還是無法假裝飲食。
知道這個秘密的外部人員很少，大概只有身為宿敵的亞雷克，或者是在十二年前的爭亂當中，成為自己盟友《赤銅黑十字》的保羅•布蘭德里，現在也被護堂及萬里谷姐妹知道了。

#### 美國
安潔菈
「神祖」中的一人。掌握邪術師結社的魔女，「蒼蠅王」的總帥。長期在美國對抗約翰·布魯托·史密斯。
亞麻色頭髮的少女，年齡不詳，但身體及外表在十歲左右。
在小說第六集中，被約翰•布魯托•史密斯打敗後，被桂妮薇亞救了，其後就被羅濠教主利用來成為幫齊天大聖解除咒縛中的「擁有龍蛇屬性的神格顯現」，之後被艾莉卡和琍琍亞娜各自用【聖絕的言靈】重擊，最後顯現的齊天大聖活捉，最後被齊天大聖變成大約人蔘的大小，吃下來幫自己治療身上的傷。
安潔菈這個名字，是從阿榭拉這個名字變化過來的，從舊約聖經中開始在各地神話登場的海獸利維坦，指的也是讓美索不達米亞的阿榭拉女神當成惡獸而改變的神格。
傑克·米爾
在Sorcerous Sacrilege Investigation（SSI洛杉磯分部）工作，其組織是對關於魔術，超自然現象事件的調查、關聯情報的隱藏而設立的政府機關，曾做過市警刑事。
有一位名叫愛麗森的女友，在半年前曾分手，但現在復合了。
被安妮評價為不是非常帥卻又紳士又瀟灑，熱血男兒但不覺得過熱，莽撞但是頭腦不壞，少有的優良貨品。
喬·本斯
在幻想文學的世界中著名的研究者，年老的黑人，是貴重的善之魔術師，約翰•布魯托•史密斯的協助者，其右膝以下都是包覆著石膏。
少數知道約翰•布魯托•史密斯真正身份的人，平時和安妮是教授和助手的關係。

#### 古代
露絲卡
烏爾丁的第一位妻子。
雖然不善於戰鬥，但是卻擁有與佑里相似的高階靈視能力，同時也擁有堪稱比琍琍亞娜還要高階的魔女術。在尋找他人時能夠輕易尋得躲藏起來的艾莉卡與惠娜，而在使用放映遠方影像的術時還能連同聲音都一起再現。
曾經拿著長槍刺向花心的烏爾丁腹部，但是卻只對其產生皮肉傷，此後因徹底了解弒神者的身體有著非常識的堅固程度，而對烏爾丁的花心採取半放任半放棄的態度。
克洛蒂德
烏爾丁的第四任妻子。
精通盧恩魔術與劍術的女戰士，擁有著聖騎士位階的實力，在驅使劍與魔術的正面對決中接連將艾莉卡與惠娜打敗，而且是只將劍擊落的方式獲得壓到性的勝利。
持有只有女性才能使用的神具「黛利拉的剃刀」，是一把只要被其剃到毛髮就會無法使用力量的神具，在剛認識烏爾丁時也曾以此神具對付過烏爾丁，不過在愛上烏爾丁後就只為了他而使用神具。

#### 其他地區
潘朵拉（聲：巽悠衣子）
厄庇墨透斯的妻子，弒神者們的母親。
與其用美麗這種字眼形容她，不如說她有種讓人想讚美可愛的娃娃臉蛋和身材，金色的長髮左右分開（動畫中是粉紅色），身穿細薄的白色連身裙。身高略矮，第一印象比較像是小孩，不過她有一種比護堂認識的任何女人，都要更加妖豔的「女人」感覺。
在和護堂談論珀耳修斯時，給了護堂鼓勵後，被護堂內心評論是體育系(請見動畫第9集)。
顯聖二郎真君
在中國神話西遊記中多次擊退孫悟空的中國道教武神，擁有治水治怪物的神格，手執三尖槍，能夠自在變化以及額上擁有奪取敵人咒力的第三隻眼。只要聽到二郎神是玉皇大帝的外甥之名連下界之人也敬畏他，他與最後之王同樣擁有高貴流浪神格之相。因為他對護堂產生興趣，而寄宿在封印弼馬温的符顯然人間，亦希望與護堂對戰。
雖然利用符咒顯現於世間時只擁有本體力量的一部分，但是對護堂而言卻是難纏的天敵。因為他是真神顯現，並非不從之神，而且是退至怪物的善神，因此無法成為「白馬」的目標，而且既然是守護人類的存在，自然也無法使用需要凝聚人心的「山羊」，同時他精通變化之術，能夠自在的變化成其他神格，因此「戰士」也無法對他做出有效攻擊。最後無可奈何的護堂只好使用自爆的戰法，以自己為目標招喚「白馬」，在即將被命中時在由艾莉卡以鎖鏈將自己拖離攻擊範圍。
戰鬥完結後準備返回不死之領域時路經幽世被須佐之男招待，發表了「難以評論是否能戰勝最後之王的器量，若有機會還想再與他對戰一次」後消失。
陸鷹化
羅翠蓮的弟子，14歲，4歲就已經在羅翠蓮身邊生活，掌法和輕功十分了得，外表出眾。因為羅翠蓮的蠻橫及魔鬼特訓，因此內心裡卻討厭女性，尤其是美麗或高強的類型。
比七個「王」中的五個，武術的水平都要強。
因護堂和羅翠蓮結拜了，所以現在稱護堂為師叔或叔父。
有些許毒舌。
擁有極好的動態視覺能力以及聽力，甚至比惠那更好，即使隔著厚厚的鋼筋混凝土，也能憑著聽到的腳步聲音來辨別對方。
自稱比起艾莉卡要來得剛強，比起琍琍亞娜的身體還要輕巧，但因不會使用魔法及術式，所以大概就是和艾莉卡及琍琍亞娜勢均力敵，不過自稱並未用上全力（不使用卑劣的手段）。
現在已經看穿了護堂身邊的女性實力，不斷計算著敵我彼此之間的能力，再交鋒，並在此之上再去切磋琢磨。
其後並沒有跟羅翠蓮一起回國，獨自一人留在日本發展陸家的事業。
現在馨及甘粕及護堂經常和鷹化一起在鷹化所開的女僕咖啡廳中的VIP房四人一起玩遊戲或討論事情。
平時在羅翠蓮身邊生活的話是會由弟子的鷹化準備師父的飲食，因此料理能力相當高超。
桂妮薇亞
「神祖」中的一人。居住於法國西北部的布列塔尼，她是蛇神的末裔，超越人智的魔女，人稱「魔女之王」的存在，是個看似十二、三歲左右，有著金色捲髮外觀如人偶般美麗的少女。
黑王子亞雷克率領的結社《王立工廠》與賢人議會的共同敵人。
她擁有魔導聖杯（含有相當於數十個弒神者總和的咒力），可以藉此造出神明的幻象出現。還能利用地母神的屬性召喚海獸。
她自稱是在亞瑟王傳說中與蘭斯洛特卿有著不倫關係背叛了亞瑟王的王妃桂妮薇亞的名字，追尋著心目中的最後之王（即亞瑟王的原型）並不惜一切代價，但是由於幾十年前的轉生而喪失了關於最後之王的記憶，所以並不清楚最後之王復活的關鍵。
在六年前的聖杯戰爭被黑王子亞雷克識破了技倆，不但喪失了聖杯中儲蓄的咒力，還因為確認到最後之王並不是亞瑟王而陷入半癲狂的狀態。在近期又捲土重來，繼續追尋復活最後之王。在小說第十集中被亞雷克擊敗後氣力用盡身亡，彌留之際用聖杯召喚出了雅典娜來繼承自己的意志。
儘管只和受到狂奔影響的護堂合作了一段時間，但卻已經對護堂有了好感。
千年前作為大地母神卻加入了「最後之王」的陣營，並且因不忍見最後之王為了完成弒殺魔王的宿命而不斷進行流浪吸取大地精氣，因此犧牲了自己的生命，創造了魔導聖杯。將自己身為大地母神的生命轉變為咒力儲存於聖杯之內，為了讓「最後之王」在覺醒之初就能立即以最完美的狀態應戰。

### 其他
草薙靜花（聲：日高里菜）
護堂的妹妹。是個標準的兄控，跟媽媽真世的臉非常相似。私立城楠学院國中部三年級二班、十四歲。跟祐理一樣隸屬於茶道社。
擅自認為護堂與年輕時的一朗極為相像，常對護堂總是與其他女性處在一起而不滿。
淺草老爺爺徐了教護堂賭博之外，也教了靜花與身為女孩子的纖細身子呈正相反的豪爽炒麵方法。
草薙弦藏
護堂與静花的父親。護堂稱為「不良中年」，已經跟真世離婚，目前人在遠方生活，但還是會寄些明信片回家。
而上一次寄明信片是在南半球的開普敦寄來，但信中所說的內容並不是問候而是說自己『不管到哪裡都迷惑、彷徨，我思故我在，朋友啊』，這些內容。
女兒控，對待護堂和靜花的態度不同。
草薙真世
護堂與静花的母親。被人喻為是個天生的魔性之女及天職・女王陛下，目前在湯島工作。
護堂曾說她的化妝技術已經到達神的境界，是神技的領域。
有暴飲暴食都不會肥胖的身型，這能力被遺傳到静花身上。
是個超級喜好宴會的人。
草薙一朗
護堂的祖父。年輕時十分的風流倜儻，百分之百的花花公子，且十分受到女性的歡迎，年輕時的各種風流韻事被街坊鄰居及居住地附近一帶的人們當成傳說流傳著。
六年前曾在大學擔任民俗學教授之後退休，現在過著悠閒自在的生活，包辦了家裡的大小家務。
同時他也是教會了護堂各式各樣事情的人生導師，雖然護堂本人不太有自覺，但護堂現下的許多亂來的行為都是從一朗身上學來的。
草薙千代
護堂的祖母，在小說第一集中得知於4年前就已經去世了，生前一直都在趕走接近一朗的女子。
生前是舊書店的店主，但舊書店在祖母死後就已經停業了，根據護堂所言，在祖母生前舊書店就算開店也同停業差不多。
生前就已經叮囑護堂不要變成和一朗一樣。
德永明日香
護堂從幼稚園便認識的青梅竹馬，與護堂住在同一條商店街，家是壽司店，名叫壽司德，而母親就是老闆。從幼稚園、小學、中學都與護堂就讀於同一所學校。髮型是雙馬尾，和護堂家的部分女性一樣擔心護堂變成和一朗一樣。
個人擅長察言觀色，而且是個直覺很好，頭腦很靈活的人。非常口齒伶俐，好像特別只對護堂毒舌。
高中是離家裡比較近的東京都立。
明日香是澤和宮間在打工的家庭餐廳一齊打工而認識的朋友。
被澤和宮間認為喜歡護堂，不過被本人否定，但其實內心非常緊張或喜歡護堂。
害怕蟲、蜘蛛、爬行類、兩棲類之類的生物。
高木／名波／反町（たかぎ / ななみ / そりまち）
被稱為笨蛋三人組，原本因護堂與艾莉卡、萬里谷祐理、琍琍亞娜交情甚好而仇視他，在學園祭時得到護堂的幫助對他的態度所起改變稱護堂為朋友。而當中名波是笨蛋三人組中處於領導者地位的人。
當中高木是身高185cm及是劍道部的人和有一位妹妹，但和妹妹的關係並不太好，此外是容易受到奇怪的話影響的男人，護堂覺得高木貌似是和自己差不多的成績。
名波是意外地有帶頭作用的人，以及是一名萌巫女的人，護堂覺得名波的頭腦比自己要好。
反町是個自稱「在二次元裡有108個妹妹」的男人，簡單來說是一名妹控，有忍受著三十八度的高溫和腹瀉也都要攻略Galgame的妹妹的記錄，以及成績非常好，幾乎都位列學級第一。
三浦／瑠偉／中山（みうら / るい / なかやま）
護堂國中時期一起打棒球的朋友。
當中三浦是東京屈指可數的快投投手而馳名的男人，現在在東京的棒球名門，都內高中上學，參加的部門活動是棒球，也有在甲子園出場。
瑠偉及中山現在就和護堂一樣離開了棒球。
三浦有著不錯的體格，是個很厲害的快速球投手。
瑠偉是身體很纖細，明明是個男人卻長著可愛的臉，以前是二壘手和一號打手，球技感的集合體，不僅僅是棒球，在足球和籃球上也發揮著超人的實力，在國中畢業以後就轉向踢足球了。
中山是有蓬髮和強壯的身體能讓人聯想到流浪武士，雖然給人的感覺狂野但卻是個愛哭鬼，以前是左外野和強打手，在高中入了釣魚部。
三人都知道護堂是一個十分受女性的愛慕與關注的人。
澤／荒川／宮間／永里（さわ / あらかわ / みやま / ながさと）
與護堂一樣就讀同一所高中但不同班。
明日香是澤和宮間在打工的家庭餐廳一齊打工而認識的朋友。
澤和宮間是和祐理同班的。
澤是一年六班的班長，戴紅色框架的眼鏡，身形纖細修長的，是學年成績第一的才女，戲劇部成員，曾在一年級的戲劇部裡擔任過主演以及不論主演或演出等等事情都親力親為的才女，說話方式是理智又明晰。
宮間是一年六班身高最矮小的女生，身高只有145公分，是有齊蘿莉特徵的人，說話帶有沈重的語氣，料理研究會成員。
澤和宮間是在和明日香談話完護堂後也開始和明日香及護堂家的部分女性一樣擔心護堂變成和一朗一樣。
香月櫻
護堂的表姊，19歲大學一年級生。曾被小學三年級的護堂說長大後會娶她做新娘而被改叫櫻，但護堂長大後忘記此事且認為改稱呼太麻煩而保持不變。
外表有著可愛的童顏和短小的身形，因此也有過被誤認為初中生的時候。
性格雖然很努力但做事總是不得要領，遇上困難的時候會哭著哀求親近的人幫忙所以護堂和靜花也經常關照過她，對親近的人完全的信賴著，毫無懷疑。本人不擅長應付辣的食物。
就讀名門的秋水女子大學文學部。
家鄉是在宮城。對於希望到東京上學的女兒，櫻的父親訂立了一個規定。那就是在半年內禁止向住在東京的親屬求助，所以才在半年後先來找護堂。
從在服侍昔日的天皇陛下的古老的魔術師門第裡的隔壁的同班同學在我手中得到了1本魔導書，雖然書中只有微量的咒力，但櫻只能熟練到能折斷火柴和牙籤及竹子，但這書被護堂使用時就破壞了窗外街道上的樹木。
連城冬姬
連城家的長女，19歲大學一年級生。與香月櫻是朋友，擁有不能儲蓄咒力的體質。
個性很任性有點公主脾氣，對於自己的身高有著自卑感，剛開始認為護堂很自大，只因為護堂年紀較小卻長得比她高。
無論是身高或是外表看起來只有小學四、五年級的樣子，像人偶一樣可愛。
和馨是青梅竹馬。
現在為了得到比青梅竹馬的馨更高的地位，打算自己也去做護堂的「愛人」。

## 用語
弒神者（Campione）
厄庇墨透斯的私生子。魔王。諸神黃昏時誅殺了天上眾神，並奪取眾神所持有的至高神力，掌握著弑神而篡奪來的權能，仗其支配著地上凡人的人類。
變成弒神者的人類肉體會變得極為強韌，骨頭的硬度則不低於鋼鐵，且擁有著強大的咒力抗性，不論是善意還是惡意的魔術都會被彈開，除非是使用口對口的方式將魔術（或是魔藥）直接打進體內否則是不會起作用的。而弒神者想增加自身權能的限制則極為嚴格，只有在雙方有萬全準備平等的交戰下並將其打倒才能夠得到新的權能，如果是在不順從之神極為虛弱的狀態下偷襲弒殺的話則無法增加權能。
不順從之神（Disobedient Gods）
跳脫出神話，在地上彷徨的神即是「不順從之神」。
是會給世間帶來災禍的神，就算被弒神者殺死只要人類還存在且神話還有流傳著的神都會再次復活。
愛麗絲曾指出如果神話改變神的本身也會改變。
神的強度是和其自我、執著、主體性的強度是成正比的。
普羅米修斯秘笈
有偷竊能力的石板，能奪走神的部分力量封存在裡面並能將其釋放，草薙護堂就是先利用這個盜取「白馬」 化身（動畫版則改編成先盜取白馬使用後又盜取「戰士」 化身）來打倒了烏魯斯拉格納。
璐克蕾琪雅和烏魯斯拉格納都曾警告過護堂不准使用，以人類的身體來使用神的權能會付出慘痛的代價，護堂當時若是沒有順利打敗烏魯斯拉格納的話，就會因使用石板付出的代價重傷而死。
神祖
被鋼系英雄神擊敗並推下神之寶座後墮落的地母神之姿態，擁有極高的靈視能力。
身上有「龍蛇封印」，解開後以犧牲自身永恆的生命為代價能短時間內變回成原本的地母的神姿態，是把雙刃劍。
神祖都是被斷鋼神劍奪其生命的地母神最後的下場，喪命于那把神劍之下的大地女神都會轉生成爲神祖，並將世間最後顯現的王奉爲其主崇拜。
千之言語
能在短短幾天時間內就學會他國語言的魔術奧秘，只有弒神者們，或是長年鑽研魔術領悟到言靈中奧義的魔術專家才能習得的秘術。
盟約大法
「最後之王」的所擁有大祕法，是作為弒殺魔王的勇者而被眾神賦予加護的終極大法，其功效在於為了殲滅眾多魔王而得到超越極限的咒力。
同樣作為「鋼」又是仙法使、魔術之神的齊天大聖•孫悟空曾經在與護堂、羅濠、約翰戰鬥時模仿使用過，雖然只是仿冒但也讓其咒力提昇了3倍有餘。作為真正使用者的「最後之王」則是遠在其之上，只要使用就會讓自身的咒力提升到足以同時和世上所有Campione戰鬥的程度，再與護堂、羅濠戰鬥時，「最後之王」以此大法讓自身的咒力提昇十倍有餘。
救世神刀
有著「Caliburnus」、「Escalibor」、「Excalibur」等諸多別名的神劍，是「最後之王」最強的武器亦是作為其半身的存在，其本體是「最後之王」在過去討乏諸多魔王時從天上眾神的手中得到的各式各樣武器所匯集而成，只有在「最後之王」完全覺醒時才能展現其真正價值，能夠展示出曼茶羅式的魔法陣並將其中所有的武器化作閃電將敵人全數殲滅。

## 組織
正史編纂委員會
由日本的咒術師、靈能力者所管制、操縱資訊的秘密組織。從包括文部科學省、國會圖書館、還有宮內廳、神社廳、警視廳等等之中廣招有能之士所構成的，像惠那或祐理等等一樣有咒力的媛巫女或是神職人員，就被賦予了必須協助他們的義務。
四家
分別包括清秋院、連城、沙耶宮、九法塚。
指的就是自古以來就是憑藉自己的咒力及武力，侍奉著帝王們的四大古老家系。
其中清秋院特別擅長武力和政治，沙耶宮則是構成正史編纂委員會的核心智囊一族，九法塚則是負責管理日光天照宮裡的齊天大聖所有事物像是挑選巫女去服侍。連城家則尚未說明。
七姊妹
為歐洲咒術界七個歷史悠久且強大的組織，分別為米蘭的「赤銅黑十字」、「青銅黑十字」，羅馬的「雌狼」、「蒼穹之鷲」，杜林的「老貴婦人」，佛羅倫斯的「百合之都」，帕爾馬的「楯」。
賢人議會
位在於英國倫敦的格林威治創於十九世紀末，專門調查弒神者的組織。鎖定被懷疑是弒神者的人且去收集個人資料從家族到過去或者是過去的經歷都有，連權能都會調查和擅自命名。
組織起源：硬要說的話應該是好事者的集團。是由魔術師、隱秘學者、妖精博士等等與魔術關係頗深的人。或者是與專家有一線之隔的一般學者、市井研究者、神父、牧師、和尚、神官、藝術家、資產家、貴族、王族、皇族之類的——志向與探求心，以及擁有財富的有志之士聚集在一起交換情報而建立的集團。這個集團漸漸儲存睿智，影響力逐漸增加，然後在倫敦的格林威治建立了大本營。這就是今日的賢人議會。為了推進、援助神秘學與魔術研究的頭腦集團。還有就是積累神明與弑神者的情報，能夠更快對應他們降臨的災難所建立的組織。
據說在十九世紀時還只是一個同好會程度的組織，但是因為當時沃邦侯爵住在英國並且非常為所欲為，為了應對這個威脅才使賢人議會急速成長。
王立工廠
亞歷山大·嘉斯科因創立的組織。
有規定只要有弒神者意圖闖入或對其有所威脅則立即清空，不需要去對付或者是防守。
五嶽聖教
在中國是將羅濠教主視為偶像崇拜的組織，歐洲的魔術師稱其為魔教。
學習過中華技藝的武俠或方術師大約三成左右都歸依此教，並且宣誓絕對服從教主。
SSI（Sorcerous Sacrilege Investigation）
美國對於有關魔術、超自然現象事件的調查，並且為了隱藏相關情報而設立的政府機關。
蒼蠅王
在美國長期對抗安妮·查魯頓的邪術師集團，總帥是神祖安潔菈。稱呼約翰·布魯托·史密斯為「冥王」。

## 咒文
【各各他的言靈】  各各他的言靈是採自聖經詩篇第22篇，大衛所作的詩，是大衛受迫害時所寫的一篇禱告詩，相傳這首詩預言了耶穌基督的受難與復活，被稱為彌賽亞詩篇。
「Eloi,Eloi,Lama Sabachthani！我的神！為什麼離棄我！」、「主呀！我白晝呼喚，您不應允，夜裡呼求，亦然沉默。但你是聖潔的，是用以色列的讚美為寶座的！」、「我身之骨皆被錯位，心痛如蠟融化，你將我安置在死地的塵土中！野狗圍著我，惡黨環繞我！」、「我的救主啊，求你快來幫助我！求你救我的靈魂脫離刀劍，救我脫離獅子的口，使我脫離野牛的角！」、「通告我主之名，讚頌位於世界中心的我主身軀，皈依敬崇！」
【大衛的言靈】  大衛的言靈是在約拿單與掃羅死在基利波山之後不久，有一名亞瑪力少年從陣中逃出來，前往洗革拉大衛那裡報信。這個少年人企圖奉承大衛，於是撒謊訛稱他曾親手殺死掃羅，這個亞瑪力人不但得不到嘉獎，反而為自己招惹殺身之禍。因他親口作證，聲稱自己殺了「耶和華的受膏者」。猶太的新王大衛作了一首輓歌，名叫「弓之歌」，以哀悼掃羅和約拿單。
「人民啊，傾聽大衛的哀歌！英雄何竟仆倒！戰具何竟滅沒！」、「基利波山哪，願你那裡沒有雨露！願你田地無土產可作供物！因為英雄的盾牌在那裡被污丟棄，掃羅的盾牌彷彿未曾抹油。」、「約拿單的弓箭非流敵人的血不退縮！掃羅的刀劍非剖勇士的油不收回！英雄何竟在陣上仆倒！」、「掃羅之劍啊，快如鷲強如獅的勇者武器啊。現在降臨到我手上吧！」、「約拿單之弓啊，快如鷲強如獅的勇者武器啊，奔跑吧，擊潰汝之敵人！」
【聖絕的言靈】（神聖的殲滅特權）
艾莉卡版
「七個祭司拿七個羊角巡走吹角，帶兵器的在他們前面進軍！」、「巡遶城七次，到了第七次，祭司吹角的時候，約書亞吩咐百姓說：呼喊吧，因為耶和華已經把城交給你們了！又將城中所有的，不拘男女老少，牛羊和驢，都用刀殺盡。」、「有興起重修這耶利哥城的人，當在耶和華面前受詛咒。他立根基的時候，必喪長子，安門的時候，必喪幼子。」
當艾莉卡使用了聖絕的言靈後，艾莉卡會身穿鎧甲，是上半身包裹上附帶有小鎖的胸甲，接著是暗淡鋼色的腹甲，護肩和結構堅固的護臂和護腿，最後就將殲滅的特權加上劍和盾上面。
琍琍亞娜版
「他們就照耶和華所吩咐摩西的，與米甸人打仗，殺了所有的男丁。在所殺的人中，又用刀殺了米甸的五王──」、「擄了米甸人的婦女孩子，並將他們的牲畜、羊群，和所有的財物都奪了來，當作擄物。又用火焚燒他們所住的城邑和所有的營寨。」、「把一切所奪的、所擄的，連人帶牲畜都帶了去，跪拜於摩西的腳下。」
當琍琍亞娜使用了聖絕的言靈後，琍琍亞娜會身穿輕鋼構造的青色胸甲和籠手，護腿。這是以輕捷為優點的莉莉婭娜的戰鬥裝束，最後就將殲滅的特權加上銀色的長弓。

## 權能

### 草薙護堂的權能
到故事結束時，共得到六個權能。
東方之軍神（The Persian Warlord）
草薙護堂打倒烏魯斯拉格納後篡奪的權能。烏魯斯拉格納的十大化身，被格林威治賢人議會稱為「東方之軍神」。雖然權能強大，但發動條件卻非常嚴苛，使用化身一次後便無法於同一天內使用第二次。作者丈月城對護堂的描述為「只擁有超必殺技的主角」。
- 活性化言靈：
「我乃最強，並手握一切勝利之人。無論人或惡魔——面對一切敵人皆挫其敵意之人，我必擊垮任何阻擋於前的敵人！」
「所有邪惡的事物，都畏懼我吧！擁有力量的不義之人，是無法討伐我——我乃最強，能打破所有障礙之人！」

強風
烏魯斯拉格納的第一化身。
民眾、旅客的守護者的化身。在雙方都有風吹到的地方，如果有護堂熟識的人呼喚護堂的名字，就能夠瞬間移動到那個場所。
發動條件是呼喚的一方遇到危機的時候。
公牛
烏魯斯拉格納的第二化身。
戰鬥的時候能得到超越人類界限的壓倒性的怪力。有著如果對方越大那麼怪力的程度就上升的越高的特徵。在10個化身中，發動條件相對寬鬆，因此戰鬥的時候護堂多半會首先會使用這個化身。
發動條件是對手擁有非常識的腕力或者力量，凌駕於人類的猛者。
言靈：「擁有閃耀黃金之角的牛啊，給予我援助吧！」
白馬
烏魯斯拉格納的第三化身。
能呼喚搬運太陽的白馬，對目標降下太陽的烈焰。在十大化身中是最大的火力。
發動條件是使用對象必須是「給予民眾苦難的大罪人」。
言靈：「為了勝利，快來到我的跟前！不死的太陽啊，請賜我閃耀的駿馬。有著駿足的靈性之馬啊，將像徵汝主的光輪帶過來吧。」
駱駝
烏魯斯拉格納的第四化身。
腳的踢擊威力及本身的格鬥能力爆發性上升，因為腎上腺素分泌會是普通人的百倍，所以除了對於疼痛感覺變遲鈍外，受到攻擊部位的出血也會停止，身體的恢復能力也會增強。護堂使用這招來硬接對手的攻擊，在第小說十五卷中與「最後之王」戰鬥時習得全力攻擊後會引發強烈爆炸的踢擊。
發動條件是受到一定程度的傷勢。
言靈：「全部的敵人啊，害怕我吧。所有為惡之人啊，害怕我的力量吧。現在的我將得到十座山的雄壯、百條河川的力量、千匹駱駝的強勁！雄壯的我揚起的就是兇猛的駱駝印記。」
山豬
烏魯斯拉格納的第五化身。
能召喚出將目標對象完全粉碎的巨大山豬，是一頭有著黑色毛皮的神獸，此外護堂是能和山豬溝通的，不過大多數時間山豬都不會聽從護堂的說話，並且一直破壞自己想破壞的巨大物體，召喚期間本人也能得到高速的突進力。
發動條件是破壞巨大物體（護堂為此經常毀掉世界各地觀光景點及著名遺跡）。
言靈1：「汝違背了契約，為世間帶來罪惡。主日——罪人必受責罰。將其背脊粉碎，挖出筋骨、頭髮、腦髓，將血與泥上一併踐踏。若吾乃銳牙難近身者，便遵從主之言給予汝破滅。」
言靈2：「持尖銳之牙者啊！以一擊將其擊殺，踐踏粉碎！」（此言靈能夠令山豬的巨大身軀被青色的火焰包圍著，使其增加攻擊力。）
少年
烏魯斯拉格納的第六化身。
烏魯斯拉格納以這個狀態使用言靈，庇護以及使人類服從。這個力量是在為了護堂而戰鬥的人，遇到重大危機時才會覺醒的力量。能夠將烏魯斯拉格納的力量分給那個人，由東方戰神賜予的加護，成為能抵抗死亡、驅除邪惡的力量。該化身可以大幅加強受加護之人的能力，不僅服裝會改變，還能夠使本身的能力進化。
第五卷中，護堂為了挽救在幽界幾乎要死去的艾麗卡而使用了該化身。此外，這個權能的真正價值是能大幅增強被賜予加護之人的力量（對艾麗卡，惠那和莉莉亞娜來說主要是增加了戰鬥力，對祐理則是相對地偏重于提高其巫女能力）。
發動條件是當為了護堂而戰鬥的人遇到重大危機時。
鳳
烏魯斯拉格納的第七化身。
在受到對方的快速攻擊的時候，能夠得到比其更迅速的敏捷性以及跳躍力，這招對於身體的負擔非常大，發動後根據使用時間的長短心臟會劇烈疼痛，沒有可以消除這種痛苦的魔術存在。經過一定時間的劇痛，在這之後變得全身無力，一段時間暫時不能行動，經過和羅濠一戰護堂習得控制加速和減速的擾敵戰法。
發動條件是要受到高速的攻擊。
言靈：「畏懼著擁有羽翼的人吧，邪惡的人以及強大的人，都畏懼擁有羽翼的我！我的翅膀將帶給你們詛咒！邪惡之人是無法打中我的。」
牡羊
烏魯斯拉格納的第八化身。
無論怎樣的傷勢都能夠在數小時內回复，但是必須在瀕死的時候以自身的意志發動，對於甦醒時間無法掌握的護堂不太想使用這個權能。
發動條件是自身處於瀕死狀態。
山羊
烏魯斯拉格納的第九化身。
負責司掌人們的心，擁有操縱雷之祭司能力的姿態。如果那個地方在場的群眾們（不論活人或死者的靈魂）都希望成為他的戰鬥力時，就能行使「山羊」的化身。副作用是會消耗附近活人的生命力。還可凝聚成雷球。在和孫悟空一戰中護堂學會引領人們的意志以提高王的權威。將群眾的意志力管理起來，告知他們這個事件的犯人是誰，帶動起憤怒並給予力量。發動條件是周圍的心意與護堂的意思一致。
發動條件是周圍的人的心意與護堂的意思一致的時候。
言靈1：「正義之人的守護者啊，吾僅邀請並奉獻於您。正義之人的守護者啊，吾稱讚您，向您提出願望。支撐天空、開拓大地之人啊，給予勝利與恩寵之人啊，吾將行使正義，請賜予吾正確的道路與光明。」
言靈2：「——閃電啊。閃電啊！閃電啊！吾為能以百勝千，以千勝萬，以萬勝幾萬的征伐者。現在就請為了站在正義一方的我，發出閃耀的光輝，賜我神力！把人與惡魔——全部的敵人和敵意粉碎的，就是吾身！」
戰士
烏魯斯拉格納的第十化身。
護堂目前最強的絕招之一，用言靈化出黃金之劍對不順從之神的神格進行攻擊。以神做為對手的話相當於最強之盾與最強之劍，不過持續使用的話，消耗是跟實際的劍會耗損是一樣的。連封印同族弒神者的權能都有可能做得到。可以和白馬融合鍛造出光速的光劍。在發動能力的期間，身體能力得到提升，同時會擁有洞察神的本質的眼力。
發動條件是弒神者對作為對手的神有著深刻的認識。身為普通的高中生的護堂要使用這個化身的時候，需要通過其他人（艾莉卡、祐理、琍琍亞娜、惠那）等身邊女性的咒術來獲得知識，因為弒神者特性的影響，身體對於咒術有極強的抗性，無法直接使用「傳授」魔法，所以需要嘴對嘴地傳授知識。
言靈：「以我言靈之技，讓世上的正義顯現！此等咒語乃強力且雄辯。是招呼勝利的智慧之劍。」
治療神之傷害的言靈：「以我言靈之技，讓世上的正義顯現，此等咒語乃強力且雄辯，因為強力而戰無不勝，正因為強力而能治愈萬物。」
千之光千之劍
將白馬化身與戰士化身的黃金之劍合併使用的招式，是擁有光速的武器。
言靈：「光輝的太陽之主密斯拉啊，受讚頌者啊！為了征服所有敵人，請給予最強的我千之光和千之劍！」
天叢雲劍（Ama-no-murakumo）
聲：山口太郎
可說是目前最大的開發點，附在護堂右腕上的神刀，刀刃長度為三尺三寸五分的豪刀，可吸收對主人造成傷害的神力當成自己的力量和吸收護堂自身的權能，讓其引發出新的異能，也能在一定的效果範圍內複製其他弒神者或是神的權能。能與其他權能結合使用。
平時是個自大傲慢，除了戰鬥之外對其他事情毫無興趣的神刀，但意外的卻是把會經常幫助護堂等人的刀。
- 言靈：
「在此處，須佐之男命率領一千惡亂之神起兵造反──想要取得這個國家！千劍立于大地，以其爲城郭而守敵。──天叢雲劍，拔刀！」
「應！是所謂，天叢雲劍也！即為破千刃之鋼！現在正是殲滅南蠻北狄東夷西戎之時！覆滅外道！」

如果不招喚出來使用讓其寄宿在右腕中戰鬥，可以賦予肉體鋼鐵的加護。
與山羊結合的話，就會變成超電磁炮。
與戰士結合的話，就是能夠破壞神具的言靈之劍。
與山豬的話就是令山豬那遍佈全身的肌肉的皮毛上，有著光澤的獸皮一瞬之間就改變了材質，變化成了鍛造過的漆黑之《鋼》的肉體，這已經不是皮毛而是裝甲了，還有本來長在嘴角上的兩顆長牙，即變化成了被打磨得尖銳的刀刃，就是說天叢雲劍與山豬的合體，是天叢雲劍以豬的形態而生的神刀之化身。
與強風結合的話，能夠給予其使用者的人風一般的速度以及颶風一樣的破壞力的風之劍。
與白馬結合的話，天叢雲劍會寄宿上黃金色的光輝，成爲了有著劍之形態的太陽破片，能利用天叢雲劍把白馬的威力使用出來。
黑之刃（Storm Bringer）
由雅典娜與喀耳刻繞過潘朵拉的大秘儀給予護堂的神力所結合產生的能力，雖然不是權能但近似於權能。
因為雅典娜給予的女神之劍必須要以最淵源之鋼為媒介加注女神的秘術才能使用。關於其秘術的知識護堂雖被雅典娜授予但卻無法運用而被封鎖，只能讓佑里以顯現玻璃瞳後才能窺視其中並在教授給護堂，而在「喀耳刻」被打到之時將自己的知識作為秘術再次授予護堂後，護堂才能自行使用。
花費一段時間的準備後會召喚出擁有超重力的暗黑色球體。球體散發的重力風暴會吸取周圍的物體，被吸入球體的物體都會消失，護堂可以控制重力風暴的範圍避免誤傷己方。在對付喀耳刻時，護堂曾以此消滅了一個島。
雖然要花較長時間準備，但是威力比白馬還強，甚至能匹敵救世神刀。同時也能以較短的時間臨時發動較小的效果，在天叢雲劍上產生吸引力。
言靈1：「曉之密錄阿...將女神之智慧借與給我吧！」
言靈2：「呼喚暴風之物...千之龍与千之蛇啊。如今聚集而成刃！」
白色騎士的突擊
擊敗蘭斯洛特得到的蘭斯洛特的效忠，近似權能，可以召喚蘭斯洛特現身戰鬥，但蘭斯洛特僅能維持十分鐘全力作戰能力，超過時間，則會回復成靈體化狀態。
哈奴曼之影
擊敗哈奴曼得到的權能。呼喚出暴風和哈奴曼之影，將熱量吸收。
反運命の戦士
擊敗命運之神得到的權能。

### 薩爾巴特雷·多尼的權能
斬裂的銀之臂（Silver-arm the Ripper）
多尼所擁有的四個權能之中最強的權能，能夠斬斷世上萬物的魔劍，是最初打倒賽爾特的神王努阿達篡奪來的權能，名稱雖然樸實無華但卻非常可怕，使用時由血肉之手變為銀色的金屬之手，而隨身攜帶的武器上會纏繞強大的咒力，變成足以裂開大地改變地形，劈開海面的魔劍，武器只要是劍無論是匕首還是生鏽的劍都可以，另外，魔劍不只能劈斬有形之物，也能夠斬斷護堂「戰士」化身的的黃金之劍。
言靈：「我在這起誓，我，不允許我切不斷的東西存在，而這把劍是能砍斷、切開地上一切事物的無敵之刃。」
鋼之加護（Man of Steel）
多尼擁有的四個權能之一，從北歐神話中的英雄齊格飛所篡奪來的權能，讓自身擁有半不死身的身體的權能，使用時身體婉如鋼鐵般的堅硬，重量也會變的如鋼鐵般的重，讓自身不易被打飛。而擁有鋼鐵般的身體在格鬥上打擊敵人也是很有效的，由此可見此權能為攻防一體。弱點是不耐高溫。
言靈：「邪龍法夫纳之血阿，授予吾不死之命運吧…」
回歸古代世界（Return to Medieval Style）
多尼擁有的四個權能之一，從希臘羅馬神話中的發明之神也就是火神伏爾甘篡奪來的權能，能使周圍一帶的文明退化到中世紀水準半天左右。使用時地面上會出現刻著「nudusara」和「serenudus」這種拉丁語的兩塊石板，意思是「裸身耕作」和「赤裸播種」。是赫西俄德文。
狂暴的神之酒
多尼擁有的四個權能之一，從希臘神話中的酒與豐收之神、司掌狂氣的秘儀之神戴歐尼修斯所篡奪來的權能，能將一切神秘之力強化或者活性化，使其失控暴走起來的權能。
言靈：「酒神之巫女們啊……呼喚神子而來吧。沈醉于狂暴的神之酒，舍棄家園，迷入山林。崇拜于吾等之神。」
鋼鉄の暴走

### 薩夏·德揚史塔爾·沃邦的權能
薩夏·德揚史塔爾·沃邦擁有複數權能，而現在已判明的權能有十個。
貪婪之狼群（Legion of Hungry-wolves）
沃邦最初擁有的權能，一開始是被認知為從北歐的魔狼身上所串奪的權能，但是被佑里的靈視看穿真面目。其實是從希臘羅馬神話中的太陽神阿波羅所篡奪來的權能，能夠召喚大批有著深色的老鼠體毛顏色及體型巨大魁武的狼群，數量達至數百隻，其狼群遠看的話會讓人錯看成馬，此權能也能讓沃邦變成巨大的人狼，身長達三十公尺左右，擁有銀色的體毛。因為擁有太陽的性質，所以護堂的「白馬」化身對其權能無法造成作用。
死亡僕從的牢籠
沃邦從埃及神話中的奧西里斯所篡奪來的權能，自己殺掉的人類，都會成為活著的死者出現在世上，並且成為對自己絕對服從的忠實僕從。其僕從雖然有意識但是絕對無法違抗沃邦只能服從，除非沃邦死去或者是像護堂「戰士」的化身能夠斬斷神力的黃金之劍將其權能斬斷否則僕從的靈魂是無法被解放。沃邦的僕從幾乎都是像艾莉卡等大騎士階級的人或是擁有高深魔術造詣的人，且僕從能夠使用生前的技能，就算被打倒只要過一段時間還是會復活。
疾風怒濤（Sturm und Drang）
沃邦的權能，是打倒了中國神話中的風伯、雷公、雨師所篡奪來的，會召喚巨大的暴風雨，也能夠操縱暴風雨中雷雲的落雷。
索多瑪之瞳
沃邦的權能，使用時會變成綠寶石般顏色的邪眼，這個邪眼閃耀的時候，視線裡看到的活人就會化成固態的鹽。雖然在賢人議會中是被認為是從魔神巴羅爾上篡奪的權能，但是當護堂等人要破解被沃邦變成鹽的人身上咒縛時，被佑里的靈視推翻，其真面目應當是歐洲的古老獨眼軍神霍雷修斯·普维鲁斯。
冥界的黑龍
使肉體陷入假死狀態，相對地靈體則變身成為漆黑之龍。這期間肉體會處於無防備的狀態，但可以以龍化的靈體往返幽界。並且，這個權能能夠通過消耗大量的咒力讓沃邦蘇生。不過回復咒力需要一至兩個月的時間。
業火之斷罪者
從天上降下即使神也能燒盡的火焰，將周圍一帶化作火海。火焰最低限度也會在能將一個城市吞噬進去的範圍內蔓延，之後可以憑沃班自身的意志中斷燃燒，當然不停止也沒關係。這些火焰至少會燃燒七天七夜，是不僅能用於戰鬥，也能用於焦土戰術的權能。
血之聖餐祭（Bloody Blessing）
沃班侯爵從時母迦梨處篡奪的權能。以看到血的人、聞到血腥味的人、嘗過血的人爲對象。讓對象覺醒凶暴的、流血的殺傷本能，使他們的肉體得到强化。獲得像鬼一樣的戰鬥能力，憑藉著本能去殺戮身邊的生物。
但是，只要擁有堅强的精神力，就能控制住這份力量。
對象的數量沒有限制。例如，在數十萬軍隊面前，如果殺害一隻羊，使用這個權能，所有的士兵都會變成血腥的屠殺鬼，從而引發慘劇……
生死的咒文書（Singing Spellbook）
沃班侯爵從魔神巴風特處篡奪的權能。從魔術的用法中，將知識和術强行奪取，在咒文書的紙頁上刻成文字，保存下來，作爲咒文保存。在咒文書的封面上有口，可以根據沃班的指示自動使用魔術。沃班可以只奪取目標的一個魔術，也可以不留下任何一種被掠奪者所能使用的魔術。在獲得了死僕的權能後，侯爵便不怎麽使用了。直到後來將《咏誦的咒文書》變化成魔導書的精靈。精靈對沃邦的指示絕對服從，根據自己的意願使用符合侯爵要求的魔術。《瞬間轉移》這樣的高難度魔術也能運用自如，負責給侯爵傳達所需的神話知識、以及遠程情報信息的任務。
斬斷命運之結
沃班侯爵從希臘傳說的神諭守護者『戈爾迪亞斯』處篡奪的新權能。摧毀無法毀滅的國家，弑殺不死身的神和妖魔，「能够切斷既定命運的力量」。作爲例子，權能可以化作短劍來使用，切斷本不應該斷的束縛物，使操縱因果的權能無效化，令其受到致命的傷害。
諸神黃昏之狼
沃班侯爵從北歐神話的終末魔狼『芬裏爾』處篡奪的新權能。能够變身或召喚超過60米的巨大芬利爾的頭蓋骨，隨之將目標吞噬殆盡。芬裏爾在終末之時吞下太陽，因此對太陽神的力量非常有效。如果從空中撞擊地面的話，會造成直徑數百米的起重機般的破壞力。這種强大的破壞力雖說很難阻止，却因爲本身不够靈活，不能很好地操控，因此不能連發。

### 羅翠蓮的權能
羅翠蓮擁有複數權能，已知七個。
大力金剛神功（The Power）
羅翠蓮從佛教中的兩名金剛力士「密跡金剛力士」和「羅延堅固王」即阿吽一對的仁王所篡奪來的權能，擁有驚人的怪力，以及能夠召喚兩名金剛力士的顯身出來作戰。
龍吟虎嘯大法（Dragon Voice）
羅翠蓮從印度神話中的聖歌女神歌雅特瑞篡奪來的權能，隨著歌唱產生巨大威力的衝擊波，能夠吹飛護堂的「山豬」。
黃粱一炊夢
羅翠蓮打敗羅馬神話中的農業之神薩圖爾努斯所篡奪到的權能，能夠令周圍人類的文明與科技高速發展的權能，但因為教主厭惡現代科技而居住在深山中，所以毫無發揮。
百草芳菲、千花繚亂
能夠在大範圍內開花的權能。不限於土地，甚至能在混凝土、金屬上面產生花朵，而且能夠產生食人花、毒花的危險植物。如果有足夠的時間，便能讓整個日本列島都佈滿花朵。
將軍令、男兒當自强
羅翠蓮打敗中國白蓮教的『彌勒佛』篡奪到的權能。在羅濠教主的號令之下，參加武術鍛煉的所有人將會獲得加持。當聽到教主英勇的『戰歌』，他們將獲得一流武術家的技藝，獲得連子彈都能彈開的『鐵頭銅身』般的肉體。權能的作用下，他們將會絕對服從羅濠教主。即使沒有命令，也會采取教主所期望那樣的行動。
蒼天已死
羅翠蓮打敗波斯神話中的天龍『Gōčihr 』篡奪到的權能。能够引起日食和月食的力量。通常只有半天的程度，但是消耗大量咒力的話，長期維持也能做到。無論是持續一周還是長達數月、甚至數年。
寶船廠
羅翠蓮打敗舊約聖經神話中的『諾亞』篡奪到的權能。能够“製作魔法船”的能力。不僅可以製造巨船，還可以製造100艘以上的大船隊，以及任意數量的帆船快艇。羅濠在异世界『神域• 許柏爾柏瑞亞』製造出了如同《諾亞方舟》一般大的超弩級巨船『海龍王』。

### 約翰·布魯托·史密斯的權能
擁有跟護堂一樣有能夠對應各種情況的權能，擁有權能有五個。
超變身（Metamorphoses）
安妮從阿茲特克神話中的魔神特斯卡特利波卡所篡奪來的權能，透過獻上各式各樣的祭品，能夠變身成各種型態，現已知的型態有五種。
言靈：「誕生、死亡。以及無限──」
大魔法師
《超變身》中第一的變身體。
變身成身高十五公尺左右，擁有均衡的體格，外貌十分特殊，膚色猶如暗夜般漆黑，只有臉上塗著黑與黃的橫條。另外只有右腳不是肉體，素材大概是黑曜石。覆蓋在巨體上的是紅色、黃色、黑色等鮮艷色系的布料，還有鳥的羽毛，仿佛是火雞般異樣的裝扮，他背著的的木筒里還收納著幾把長槍。與原始宗教的咒術師相似的怪異模樣。安妮的最強變身體，能夠使用強大的雷擊來戰鬥，祭品為人類建造的巨大建築物。
豹（美洲豹／虎貓）
《超變身》中第二的變身體。
變成一隻有一雙青綠色雙瞳的黑豹，奔跑速度極快，能夠在影子與影子之間移動。祭品為週遭的人造光例如路燈、手電筒、車燈……等。
言靈：「吾以冥王之名下令。奉獻於夜晚渡行的獸足。光啊，只需照射於吾的征途上！」
殲滅之炎
《超變身》中第三的變身體。
將自己與敵人一起毀滅的殲滅言靈，行使同歸於盡的變身秘術。使用後會變成蒼黑的火焰，將一切燃燒殆盡，且因為沒有實體，也可以用來閃避對方的攻擊。安妮的最終變身，祭品是把自己的性命當成活祭品。
言靈1：「為了毀滅你，就告訴你我的偉大事蹟吧——全能的我能夠活用人民，將人民都當成我的奴隸，我是夜晚的風，我掌管著天與地，是最高貴的魔術師！我呼喚終焉的夜斧！創造世界，破壞之神！」
言靈2：「為了殲滅，我細數著大業──我乃呼喚終焉的夜斧，降下世界終結之幕，從黃泉而來的使者！」
黑色魔鳥
《超變身》中第四的變身體。
變成一隻巨大的黑色魔鳥，能夠從雙翼處發出帶有麻痺咒力的毒霧，發射魔彈時從口中發出。祭品為不斷發出強度為三級到四級的地震。
言靈：「以冥王之名下令，奉上能破天之黑翼吧。天空啊，只為了吾展開胸襟吧！」
蛇使
《超變身》中第五的變身體。
一切不明，估計是與羽蛇神相關的變身體。
祭品：別人所殺生物的尸體。
魔彈之射手
安妮從希臘羅馬神話中的月神阿耳忒彌斯所篡奪來的權能，其箭由安妮戰鬥時隨身攜帶的魔槍來發射，威力非常強大但有限制，每當月亮盈缺，便能發射一發，也就是說一個月能發射六發，發出的子彈會發出青白色的光亮，能夠穿透大樓，將厚實的岩石蒸發，甚至會造成地形改變且不會熄滅的火焰，燃燒殆盡之後，會變成寸草不生的荒野，而子彈的彈道會回應射手的意識而彎曲，也就是敵人無論在哪裡最終還是逃不過。
妖精王的帝冠
安妮從妖精王奧貝倫處篡奪的權能，能前往幽界以及暫時召喚那個世界的居民。
無形的再生
安妮從所羅門72柱的第46位魔神『畢弗隆斯』那裏篡奪的權能。可以使物體的形狀變的模糊。主要用于非法入侵，如果是以城市爲目標的話，可以將街道變成海市蜃樓。但是，在相同的物體上使用需要間隔15分鐘。
深底的使徒
安妮從巴比倫尼亞的大母神『提亞瑪特』處篡奪的權能。將异形的魔神召喚到水底或地底幷加以驅使。該魔神不能在地表和空氣中出現，但是其魔力十分强大。能够操縱河川與海水泛濫幷掀起海嘯，從大地上引發地震。抑制威力的話，最低可以控制到只讓房子搖晃的程度，細微的操控幷非易事。相反提升威力和效果範圍則十分擅長。如果消耗大量咒力，能够引發波及加利福尼亞全境的地震或者洪水。

### 亞歷山大·嘉斯科因的權能
擁有權能有五個。
言靈（暫譯）：「汝，至死仍舊忠誠！那麼吾，授予汝命之冠。」
電光石火（Black Lightning）
黑王子亞雷克從墮天使雷米爾篡奪來的權能，能夠化成閃電，進入神速之境界，能夠施展雷擊，製造分身。此外，能夠化身為殲滅一切的「黑色雷霆」，只是一旦使用會有半天的時間無法使用此權能。
復仇的女神（Judge of Furies）
黑王子亞雷克從希臘神話中的復仇三女神篡奪來的權能，可以反彈所有的傷害但必須先冥想一段時間。
言靈：「聆聽吧，永恆的夜之女兒們啊，地與影之女兒們啊！以惡制惡、以罪償罪、以血祭血、以牙還牙、以此為複仇之起始。被仇人所殺母親之血，以最悲慘之死狀告知已報恩無門！鬼女墨蓋拉啊，復仇者提西福涅啊，永無止盡之阿勒克托啊，快將詛咒返回，執行復仇！如今正是復仇之時。」
大迷宮（The Labyrinth）
黑王子亞雷克從希臘神話中的迷宮之神「彌諾陶洛斯」篡奪來的權能，製造出巨大的迷宮，而製造出的迷宮也有各式各樣（例如：魔海或迷霧），一個月只能使用一次，能夠掌握迷宮之全貌，以及能夠在迷宮中自由自在的穿梭，且會產生小神獸連繫著迷宮並通知任何狀況。
無貌之女王（Queen the Faceless）
黑王子亞雷克從美人魚神「Melusine」篡奪來的權能，召喚絕對不能將"臉"暴露出來，被這個規則所制約的女王，如果被誰給目擊到，她就會從那個地方離開。她能夠在天空飛翔，在水中遨遊，且身體能夠變大變小，神出鬼沒的，還擁有著破壞鐵塔的破壞力。可以說是相當萬能的權能。
貪欲的魔球（Weird Greed）
黑王子亞雷克從舊約聖經中的魔獸「比蒙巨獸」篡奪來的權能，為吸引和重壓的權能，放出一個巨大的重力球，其移動速度極為緩慢，相對它的吸引力極為強大，就連神也很難逃脫。

### 艾西亞的權能
艾西亞擁有複數權能，14集和15集中已知有5個。
生或死
艾西亞最初擁有的權能，從希臘神話的豐產女神珀耳塞福涅所篡奪來的權能。能控制生命力，把生命的力量分與一切的生物，能夠治癒傷勢。亦能帶來死亡的詛咒，但詛咒要花很長的時間做準備。
妖精境之通廊
艾西亞從凱爾特神話的提爾納諾的妖精們所篡奪來的權能，能夠打開連接過去與異界之門，但是目的地卻是隨機，無法自己決定。
女王之咒縛
艾西亞從某個天主教的守護聖者身上篡奪而來的權能。魅惑的權能，讓人陷入對權能使用者的無限狂熱，把她的話視為聖旨，使她無論在哪個時代都不會有人為難她。此言靈對神明和弑神者無效。
幸運聖者的恩寵
艾西亞從中國的善良民衆的守護神所篡奪來的、幸運及不幸的權能。能通過操控幸運來加護使用者，給敵人帶來不幸。但是缺點是因為調動未來的幸運，會使未來遭遇不幸。
言靈：「善果未熟之時即便善人也遭逢惡報，善果成熟之時則適逢善暴，善人應有善報，惡人應有惡報」
不思議的國度之劍（Jabberwock Slayer）
艾西亞從屠龍英雄所篡奪來的權能。
無論身體的狀態多麽良好，沒有民衆的支持是無法使用的。反之若是能夠得到他們的支持——要是有尋求庇護之聲的話，不管身體有多大的消耗，這個權能也會授予艾西亞‘守護民衆的力量’！
言靈：「覺醒吧，鋼之魂！向世間展示劍之無情！」

### 兀丁(烏爾丁)的權能
古代的弒神者，匈奴後裔，被稱為朮爾之劍或魔王。權能已知三個，和侯爵類似，偏向戰爭向的運用。
龍使
誕生、飼養、操縱神獸恐龍軍團之權能。外型像恐爪龍的黑色神獸，身高約7米，天性喜歡水，善於奔跑、前肢能變成翅膀飛翔，還能吞吐雷電或灰霧，不懼生死的戰鬥。龍的壽命不長，大多一至二年就會死去，因此必須持續飼養。兀丁也能用龍牙直接誕生上百頭群龍眷屬軍團(身高4米的小恐爪龍神獸軍團進行攻擊，也還能夠直接操作龍的行動，當成分身和遠程攻擊武器。最終王牌是將龍合體，誕生翼長四十米、長頸、蠍尾般、頭上七角的紅色巨龍。
言靈：「群龍，發動攻擊！」
言靈：「母親啊，萬物與生命的創造者阿。請再賜與群龍銳利之牙和殘忍的猛毒吧。」
言靈：「龍阿，戴上恐怖與火焰的王冠化為天神吧！」
樓陀羅之箭
可以發射太陽、火燄、暴風雨、雷電之箭的權能。
言靈：「樓陀羅之箭，賜予我日輪的光輝！」
言靈：「樓陀羅之雷！化為天罰的鐵鎚吧！」
言靈：「樓陀羅之火，淨化這片土地吧！」
言靈：「萬民阿，祈禱樓陀羅之箭不至臨身吧。」「此箭將殺盡所有生命，祈禱遠方的索命箭神降下慈悲吧。」「父母、老人、幼子一所有人皆跪拜在死神之前！」
朮爾之劍(提爾之劍)
讓自身的軍勢複活的形式來具現鋼之軍神的不死性。
言靈：「來到我手中吧，勝利者之劍！」「此劍在手，我將所向無敵。此劍在手－我將擁有無敵的不死軍勢。」「朮爾之劍，賜予我軍不死與勝利吧！」

## 出版書籍

### 小說
| 卷數 | 副标题 | 副标题       | 集英社         | 集英社                 | 青文出版社     | 青文出版社             |
| 卷數 | 日文   | 中文         | 初版發售日期   | ISBN                   | 初版發售日期   | ISBN                   |
| ---- | ------ | ------------ | -------------- | ---------------------- | -------------- | ---------------------- |
| 1    |        | 不順從之神   | 2008年5月28日  | ISBN 978-4-0863-0428-3 | 2010年7月12日  | ISBN 978-9-8625-6323-6 |
| 2    |        | 魔王来臨     | 2008年11月26日 | ISBN 978-4-0863-0460-3 | 2010年11月23日 | ISBN 978-9-8625-6565-0 |
| 3    |        | 故事的開端   | 2009年3月30日  | ISBN 978-4-0863-0481-8 | 2011年3月23日  | ISBN 978-9-8625-6703-6 |
| 4    |        | 英雄與王     | 2009年7月29日  | ISBN 978-4-0863-0496-2 | 2011年6月24日  | ISBN 978-9-8625-6812-5 |
| 5    |        | 劍之巫女     | 2009年11月30日 | ISBN 978-4-0863-0516-7 | 2011年10月13日 | ISBN 978-9-8625-6948-1 |
| 6    |        | 神山飛鳳     | 2010年3月30日  | ISBN 978-4-0863-0539-6 | 2012年1月19日  | ISBN 978-9-8625-6948-1 |
| 7    |        | 齊天大聖     | 2010年7月28日  | ISBN 978-4-0863-0557-0 | 2012年4月14日  | ISBN 978-9-8631-0150-5 |
| 8    |        | 受難的魔王們 | 2010年11月30日 | ISBN 978-4-0863-0579-2 | 2012年8月15日  | ISBN 978-9-8631-0303-5 |
| 9    |        | 女神再臨     | 2011年3月25日  | ISBN 978-4-0863-0600-3 | 2012年11月14日 | ISBN 978-9-8631-0396-7 |
| 10   |        | 槍之戰神     | 2011年8月30日  | ISBN 978-4-0863-0623-2 | 2013年2月18日  | ISBN 978-9-8631-0512-1 |
| 11   |        | 第二個故事   | 2011年12月27日 | ISBN 978-4-0863-0653-9 | 2013年6月8日   | ISBN 978-986-310-614-2 |
| 12   |        | 虛幻聖夜     | 2012年5月25日  | ISBN 978-4-0863-0677-5 | 2013年8月16日  | ISBN 978-986-310-708-8 |
| 13   |        | 南洋的姬神   | 2012年8月24日  | ISBN 978-4-0863-0697-3 | 2013年11月15日 | ISBN 978-986-310-838-2 |
| 14   |        | 第八位弒神者 | 2013年5月24日  | ISBN 978-4-0863-0738-3 | 2014年3月22日  | ISBN 978-986-310-968-6 |
| 15   |        | 女神之子     | 2013年10月25日 | ISBN 978-4-08-630757-4 | 2014年10月15日 | ISBN 978-986-356-163-7 |
| 16   |        | 英雄們的鼓動 | 2014年2月25日  | ISBN 978-4-08-630772-7 | 2015年2月10日  | ISBN 978-986-356-205-4 |
| 17   |        | 英雄之名     | 2014年9月25日  | ISBN 978-4-08-630800-7 | 2015年6月6日   | ISBN 978-986-356-242-9 |
| 18   |        | 魔王們的斷章 | 2015年4月24日  | ISBN 978-4-0863-1039-0 | 2015年10月23日 | ISBN 978-986-356-286-3 |
| 19   |        | 魔王內戰     | 2016年10月25日 | ISBN 978-4-08-631147-2 | 2017年10月13日 | ISBN 978-986-356-461-4 |
| 20   |        | 魔王內戰2    | 2016年12月22日 | ISBN 978-4-08-631162-5 | 2018年7月9日   | ISBN 978-986-356-511-6 |
| 21   |        | 最後之戰     | 2017年11月22日 | ISBN 978-4-08-631162-5 | 2019年3月14日  | ISBN 978-986-356-793-6 |
| EX   |        |              | 2019年4月24日  | ISBN 978-4-08-631301-8 |                |                        |

### 漫畫
| 卷數 | 集英社         | 集英社                 | 青文出版社    | 青文出版社             |
| 卷數 | 發售日期       | ISBN                   | 發售日期      | ISBN                   |
| ---- | -------------- | ---------------------- | ------------- | ---------------------- |
| 1    | 2013年6月4日   | ISBN 978-4-08-703291-8 | 2013年7月23日 | ISBN 978-986-310-678-4 |
| 2    | 2013年5月24日  | ISBN 978-4-0878-2600-5 | 2014年1月10日 | ISBN 978-986-310-872-6 |
| 3    | 2013年10月25日 | ISBN 978-4-0878-2715-6 | 2014年7月25日 | ISBN 978-986-356-076-0 |

## 電視動畫
電視動畫《弒神者！～不順從之眾神與弒神的魔王～》，2012年7月6日開始播出。旁白是立木文彦。

### 製作人員
- 原作：丈月城（集英社Super Dash文庫刊）
- 插畫：Sikorsky
- 監督：草川啟造
- 副監督：滿仲勸
- 系列構成：花田十輝
- 角色設計、總作畫監督：石川雅一
- 生物設計：
- 動作作畫監督：津熊健德（第3話、第4話、第7話、第8話、第10話、第12話、第13話）
- 美術監督：岩瀨榮治
- 美術設定：高橋麻穗
- 色彩設計：海鋒重信
- 攝影監督：羽田巧
- 編輯：岡祐司
- 音響監督：岩浪美和
- 音響制作：Magic Capsule
- 音樂製作人：小池克實
- 音樂：加藤達也
- 音樂製作：Lantis
- 音樂製作協力：I WILL
- 製作人：三條場一正、中山信宏、兼光一博、伊藤善之、福田順、藤田敏
- 動畫製片人：里見哲朗
- 動畫製作人：山本健一郎
- 動畫制作：Diomedéa
- 製作：『Campione弒神者！』製作委員会（集英社、華納家庭娛樂、Bull's Eye、Lantis、Diomedéa、KlockWorx、AT-X）

### 主題歌
片頭曲「BRAVE BLADE!」
作詞：松井洋平，作曲、編曲：菊田大介（Elements Garden），歌：櫻川惠
片尾曲「Raise」
作詞：只野菜摘，作曲：俊龍，編曲：藤田淳平（Elements Garden），歌：小倉唯

### 各話列表
| 話數 | 日文標題 | 中文標題             | 劇本     | 分鏡              | 演出              | 作畫監督                                                                                 | 首播日期   | 改編自小說           |
| ---- | -------- | -------------------- | -------- | ----------------- | ----------------- | ---------------------------------------------------------------------------------------- | ---------- | -------------------- |
| #1   |          | 故事的開端           | 花田十輝 | 草川啟造 滿仲勸   | 草川啟造          | 本多美乃 井出直美 松本麻友子                                                             | 2012-07-06 | 第三卷「故事的開端」 |
| #2   |          | 王者的日常           | 花田十輝 | 滿仲勸            | 滿仲勸            | 小菅和久 武本大介                                                                        | 2012-07-13 | 第一卷「不順從之神」 |
| #3   |          | 來自遠方的敵人       | 花田十輝 | 山本靖貴          | 山本靖貴          | 山本真嗣 松原榮介                                                                        | 2012-07-20 | 第一卷「不順從之神」 |
| #4   |          | 不順從的雅典娜       | 花田十輝 | 吉田泰三          | 間島崇寬          | 佐藤麻里那 北村晉哉                                                                      | 2012-07-27 | 第一卷「不順從之神」 |
| #5   |          | 不成好日的每一天     | 青島崇   | 佐藤廣志          | 佐藤廣志          | 酒井智史                                                                                 | 2012-08-03 | 第二卷「魔王來臨」   |
| #6   |          | 王者們的會談         | 鴻野貴光 | 平川哲生          | 守田藝成          | 志賀道憲 成川多加志                                                                      | 2012-08-10 | 第二卷「魔王來臨」   |
| #7   |          | 風啊、雨啊、狼啊     | 子安秀明 | 平牧大輔          | 平牧大輔          | 小菅和久 本田敬一                                                                        | 2012-08-17 | 第二卷「魔王來臨」   |
| #8   |          | 英雄到來             | 子安秀明 | 福田道生          | 吉田里紗子          | 冨谷美香 武本大介 佐藤麻里那                                                             | 2012-08-24 | 第四卷「英雄與王」   |
| #9   |          | 行蹤不明的王者們     | 青島崇   | 滿仲勸            | 駒屋健一郎        | 山本真嗣 志賀道憲 松原榮介                                                               | 2012-08-31 | 第四卷「英雄與王」   |
| #10  |          | 災厄魔王、太陽的勇者 | 鴻野貴光 | 平川哲生          | 山本靖貴          | 玉木慎吾 佐藤麻里那                                                                      | 2012-09-07 | 第四卷「英雄與王」   |
| #11  |          | 太刀的媛巫女         | 鴻野貴光 | 吉田泰三          |                   | Seo Jung Ha 井本由紀 木下勇喜 井嶋子                                                     | 2012-09-14 | 第五卷「劍之巫女」   |
| #12  |          | 天叢雲劍             | 青島崇   | 滿仲勸            | 滿仲勸            | 佐藤麻里那 武本大介 櫻井正明 本田敬一 石井和久                                           | 2012-09-21 | 第五卷「劍之巫女」   |
| #13  |          | 弒神的故事           | 花田十輝 | 草川啟造 小平麻紀 | 草川啟造 小平麻紀 | 玉木慎吾、飯野誠 工藤利春、佐藤麻里那 木村邦彦、長谷川亨雄 清水明日香、小菅和久 齊田博之 | 2012-09-28 | 原創                 |

### 播放電視台
日本深夜動畫：下文記載的日本国内播放時間使用日本標準時間（UTC+9）表示。因為部分時間标识會採用30小时制，因此請留意这类超过24:00的时间，其實際播放時間為翌日清晨。
| 播放地區 | 播放電視台 | 播放日期               | 播放時間（UTC+9）         | 所屬聯播網 | 備註       |
| -------- | ---------- | ---------------------- | ------------------------- | ---------- | ---------- |
| 日本全國 | AT-X       | 2012年7月6日－9月28日  | 星期五 23時30分－24時00分 | 衛星電視   | 有重播     |
| 東京都   | TOKYO MX   | 2012年7月6日－9月28日  | 星期五 25時00分－25時30分 | 獨立局     |            |
| 兵庫縣   | SUN電視台  | 2012年7月9日－10月1日  | 星期一 24時35分－25時05分 | 獨立局     |            |
| 愛知縣   | 愛知電視台 | 2012年7月11日－10月3日 | 星期四 26時00分－26時30分 | 東京電視網 |            |
| 日本全國 | BS11       | 2012年7月13日－10月5日 | 星期五 24時30分－25時00分 | 衛星電視   | ANIME+節目 |

## 腳注
1. ↑  . Anime News Network. 2011-12-05  [2012-03-29]. （原始内容存档于2012-02-14）.
2. ↑  .   [2012-04-06]. （原始内容存档于2012-04-18）.
3. ↑  小說第三集得知
4. ↑  小說第三集得知，在初中畢業式結束後的春假時打倒戰神烏魯斯拉格
5. ↑  平時都是由女孩子主動去親吻，而護堂第一次主動親吻是在小說第四集中和琍琍亞娜。
6. ↑  如15歲的少年就能品味出好酒與劣酒及調酒，能坏煮出下酒用的料理，如紅鱒魚做的生魚片和鹽烤魚
7. ↑  這是因為受到在五年前過世的遠房親戚淺草老爺爺，這位據聞于昔日有著全關東最強並且最後的‘賭徒’傳說的老人因非常疼愛護堂，所以教了各種各樣的賭博遊戲給護堂，並把勝利秘訣也傳授給護堂，這使得護堂在賭博方面屢戰屢勝
8. ↑  更以催眠術在學校中以祖國裡已經取得了與大學畢業者同等程度的學分為免罪符，所以允許得到了彈性上學時間的權利
9. ↑  動畫第5集
10. ↑  小說第十六集
11. ↑  就像是護堂遇到在幽界隱居的『公主』同樣的頭髮同樣的瞳孔顔色。因『公主』曾說過祐理是其後代。
12. ↑  在小說第十二集中得知是克羅地亞
13. ↑  小說第四集及動畫第10集
14. ↑  「起始與終焉之劍」是借由天叢雲劍身上鍛造出燃燒著蒼黑火焰並發出極寒冷氣的劍，使用時護堂上空會有巨大黑暗之星並開始迴轉，其後迴轉的速度會不斷加快，最終會引發重力暴風將周圍的一切所有事物吸收。
15. ↑  使用時需說出以下言靈：「曉之秘錄啊……。將魔女……女神之技借給我吧。」
16. ↑  在為護堂料理之前再一次料理已經是70年前了
17. ↑  飛鳳十二神掌是由鳳雛登門、鳳眼穿簾、鳳爪掏心、飛鳳墜落、丹鳳朝陽、金鳳亮翅、群風連環、雄鳳千斤、鳳翼天象、鳳龍陰陽、鳳凰雙飛、大鳳無天這十二招組成的絕技，當招式放出的時候，剛柔並濟，蘊含著陰陽相克之理。
18. ↑  回去現代的時候只要向通廊注入大量的咒力就能指定在幾十年後或者幾天後回到現代
19. ↑  平時戴賽車手頭部的頭盔，而眼睛的部分，有著昆蟲的複眼一樣的眼罩，身穿黑色披肩，披肩下是近代歐洲宮廷那樣，青色基調的高格衣裝
20. ↑  只有喬及部份人知道，傑克是不知情的，平時和喬的關係是教授和助手的關係
21. ↑  是古都錫耶納出身的騎士
22. ↑  大約19-20歲成為了Campione，因被發現成為Campione是艾莉卡和琍琍亞娜在12歲的時候，請見小說第八集
23. ↑  另外，薩爾巴特雷找聖拉菲爾的方法就是依次走訪附近的村落，見到的女性不論少女或老婆婆全無例外的用木枝劈過去，說是這170人裡如果有人能避開的，就是聖拉菲爾，因為用這種方法尋找，所以被說是無可救藥的笨蛋。意外地沒有1個人受傷，把攻擊全部點到即止
24. ↑  小說第八集中得知
25. ↑  例如讓真正的高手揮舞起來的話，偽物的劍都能成為天下無雙的寶刀，但如果讓笨拙的新手來揮舞的話，即使是最強的魔劍也和釣竿沒什麼分別
26. ↑  約五世紀初，西曆400年至西曆410年的時候，而護堂穿越過去時則是在西曆406年
27. ↑  在小說第十一集中得知，在薩爾巴特雷身邊工作已經有四年了
28. ↑  因高位的魔女能用魔法改變樣貌
29. ↑  在新宿和池袋都有著駐日的據點，其後原本想在秋葉原設立據點，所以打算發展價格低廉的PC配件和販賣同人志的店鋪，但被在弟弟們強烈地主張無論如何都要創立以女僕為主題的業務，最後就發展成女僕咖啡廳，但當中的食物是中式點心
30. ↑  學號是9號，座位是靠近走廊的那排的第二個座位
31. ↑  小說第一集
32. ↑  之所以被在半年內禁止向住在東京的親屬求助，是因為身為員警及東北地方少數的柔道家和積極地作為培養青少年層的指導者的父親想要櫻在這半年能找到自己的女婿，因深知自己的女兒不能像真世一樣自食其力，所以就要櫻靠丈夫掙錢來獲得幸福。
33. ↑  體長大約二十米，有著漆黑的皮毛，魁偉強壯的肉體。並且，有著兩顆看上去如同尖槍般的牙齒。
34. ↑  平時是刀刃是漆黑色，但當吸收了戰士的力量後會變身光輝的黃金色，即同烏魯斯拉格納手持的劍一樣。

## 外部連結
- 原作官方網站（日語）
- 廣播劇CD網站（日語）
- 電視動畫官方網站（日語）
- Campione 弒神者！的X（前Twitter）（日語）
- Super Dash文庫公式網站内特集頁（3卷發售時）（页面存档备份，存于）（日語）
- Super Dash文庫公式網站内特集頁（7卷發售時）（页面存档备份，存于）（日語）
- Super Dash文庫公式網站内特集頁（11卷發售時）（页面存档备份，存于）（日語）
- Super Dash文庫公式網站内特集頁（12卷發售時）（页面存档备份，存于）（日語）
- Super Dash文庫公式網站内特集頁（13卷發售時）（页面存档备份，存于）（日語）
- Super Dash文庫公式網站内特集頁（14卷發售時）（页面存档备份，存于）（日語）
- Super Dash文庫公式網站内特集頁（15卷發售時）（页面存档备份，存于）（日語）
- 青文出版社>菁英書庫（Campione弒神者）（繁體中文）